# Wiens tunnelbana
Wiens tunnelbana (tyska: Wiener U-Bahn) öppnades 1978. Dess historia går dock mycket längre tillbaka än så, då man redan i slutet av 1800-talet öppnade Wiens stadsbanas linjer som delvis gick i tunnlar mellan vissa järnvägsstationer (numera delvis en del av linjen U4).

## Historia

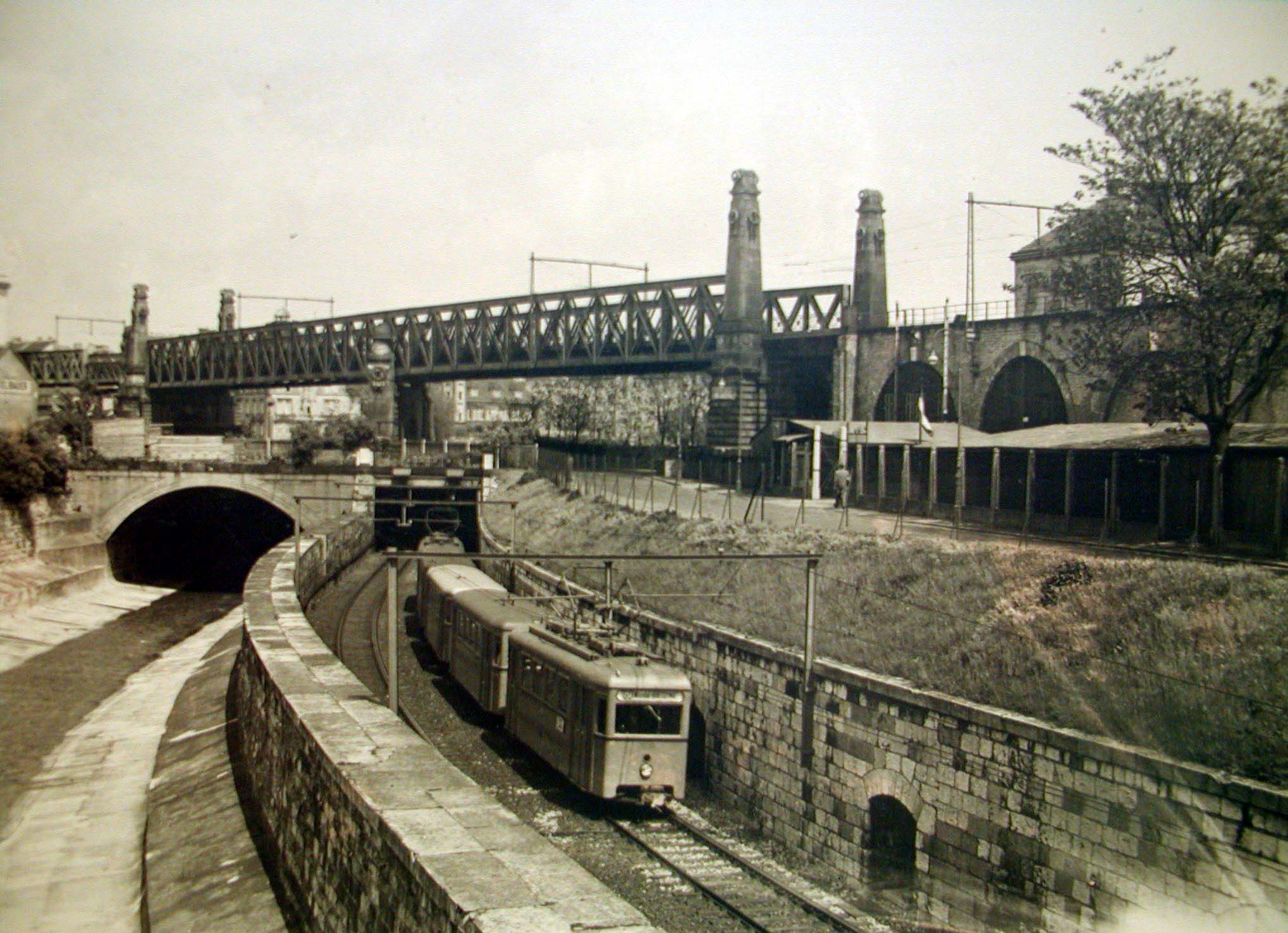
Linje U4 går på det som tidigare var Wiens stadsbana.

Wien hade redan under 1800-talet planer på en tunnelbana och kom att ta fram flera planer som aldrig realiserades. 1845–1873 presenterades inte mindre än 25 olika förslag på en stadsbana i Wien. 1881 gav Wiens stad tillstånd till de engelska ingenjörerna Bunton och Fogerty att konstruera ett system bestående av hög- och tunnelbana. Projektet försenades och 1886 förklarades tillståndet ha löpt ut. Även Siemens & Halske presenterade ett system med tre linjer 1883. Projektet motarbetades av borgmästaren Karl Lueger och realiserades aldrig. Istället byggde Siemens & Halske nya delar av Londons tunnelbana. Ytterligare privata initiativ följde men istället blev det staden själv som sedan byggde Wiens stadsbana. 1892 följde beslutet om att bygga en stadsbana som togs i bruk 1898–1901. Flera av stationerna gick i jugendstil och formgavs av Otto Wagner och finns fortfarande kvar. Men tanken på en tunnelbana levde kvar och 1910–1918 följde nya planer. Först stoppade första världskriget planerna och sedan följde en svår ekonomisk period i Wiens och Österrikes historia som omöjliggjorde infrastruktursatsningar. Stadsbanan elektrifierades på 1920-talet av Wiens stad.
Efter att Österrike annekterats av Nazityskland och Wien blivit landets största stad sett till ytan togs flera stora planer fram för en tunnelbana. Tanken var att skapa ett Stor-Wien med fyra miljoner invånare och ett omfattande tunnelbanesystem. Siemens-Bauunion tog fram planerna bland annat på en stor knutpunkt vid Karlsplatz. Andra världskriget gjorde att planerna aldrig realiserades. 
Efter kriget kom 2/3 av det som Stor-Wien som skapats att återgå till det omkringliggande Niederösterreich. Efter kriget presenterades nya planer 1953 och 1954. Fokus kom att ligga på biltrafik och spårvägen minskades till förmån för bussar. En satsning på tunnelbana ställdes mot behovet att bygga bostäder. Wiens stadsfullmäktige kom att rösta emot ett tunnelbanenät. Vice borgmästaren Felix Slavik visade under en period intresse för Alweg. Under 1960-talet öppnades flera underjordiska sträckor för spårvägen och Wien följde Bryssel och flera tyska städer. De underjordiska sträckorna kallades U-Straba (Unterpflasterstraßenbahn).

### Tunnelbanans första nät

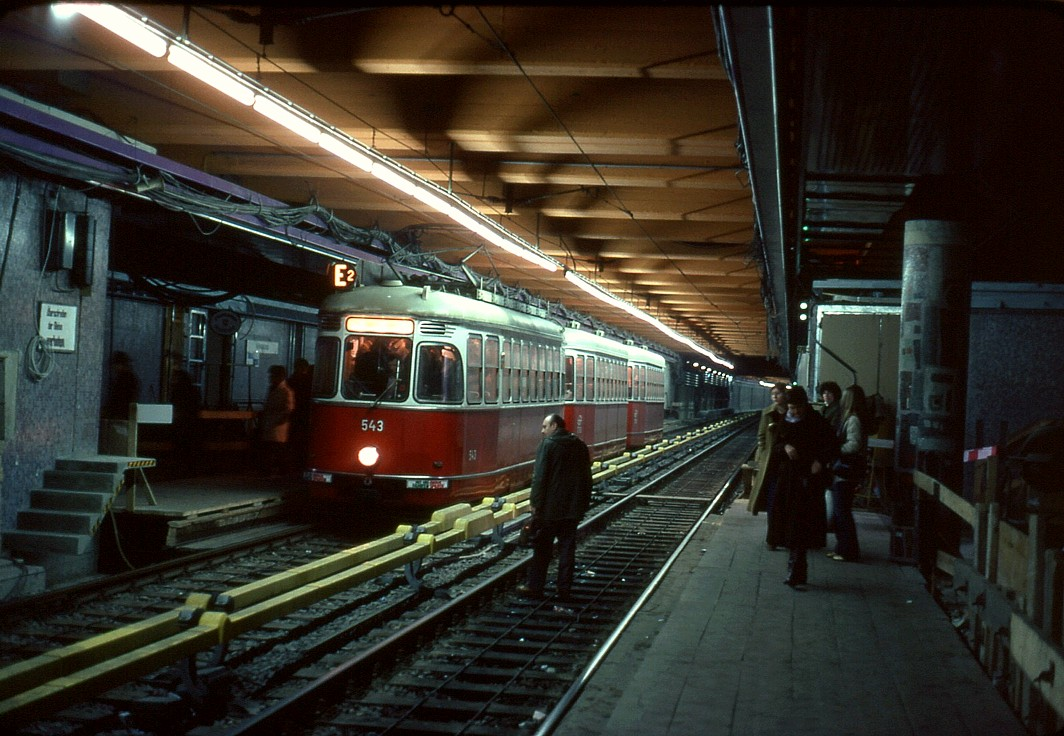
Stationen Volkstheater byggs om för tunnelbanedrift 1980.

26 januari 1968 antog stadens styrande planen för utbyggnaden av ett tunnelbanesystem. Det fanns tre orsaker till att tunnelbanan nu började planeras och byggas: en ny generations stadsplanerare hade tagit vid, de lyckades föra fram tunnelbanan som lösningen på trafikproblemen och samtidigt hade München – en stad med flera likheter med Wien – börjat bygga tunnelbana. Då hade Wiens stad utvärderat 25 olika projektvarianter för ett 30 km omfattande tunnelbanenät (Grundnetz). Det bestod av dagens U1 med sträckan Reumannplatz–Praterstern, U2 mellan Karlsplatz och Schottenring samt U4 från Hütteldorf till Heiligenstadt. U1 var en helt ny sträckning, U2 baserades på existerande spårvägslinje och U4 var tidigare del av Wiens stadsbana. 1969 började byggarbetena vid Karlsplatz, den största knutpunkten, och där de tre linjerna möts. 
Huvudsyftet var att avlasta trafiken på gatunivå samt att helt eller delvis ersätta spårvägsnätet i Wien, som ofta fastnade i trafikstockningar. Det senare har betytt att gamla spårvägslinjer i vissa fall lagts ned och ersatts av tunnelbana, något som vållat kraftiga protester.[källa behövs] Systemet har sedan invigningen kontinuerligt byggts ut i olika riktningar och fortsätter så än idag.
Under planeringen 1966–1973 fastslogs även linjenumren i tunnelbanan. Detta har gjort att det är en lucka mellan linje 4 och 6. Linje 5 med färgen turkos har nämligen aldrig realiserats trots flera försök. Även linje U3 var länge en lucka i systemets numrering.

### Etapp ett
Första etappen av Wiens tunnelbana öppnades mellan 1976 och 1982 och skapande ett första nät – Grundnetz – bestående av tre linjer. Linje U1 byggdes mellan Reumannplatz och Praterstern. När Reichsbrücke över Donau rasade passade man på att planera in en förlängning av U1 till Kagran. Spårvagnstunneln mellan Mariahilfer Strasse och Friedrich-Schmidt-Platz konverterades till linje U2 och den förlängdes till Karlsplatz och Schottenring. Stadsbanelinje WD konverterades till linje U4. Linjen U3 hade lagts på is. 1976 startades testtrafik mellan Heiligenstadt och Friedensbrücke på linje U4. Tunnelbanan togs i trafik 25 februari 1978 och 1982 avslutades den första etappen.

### Etapp två

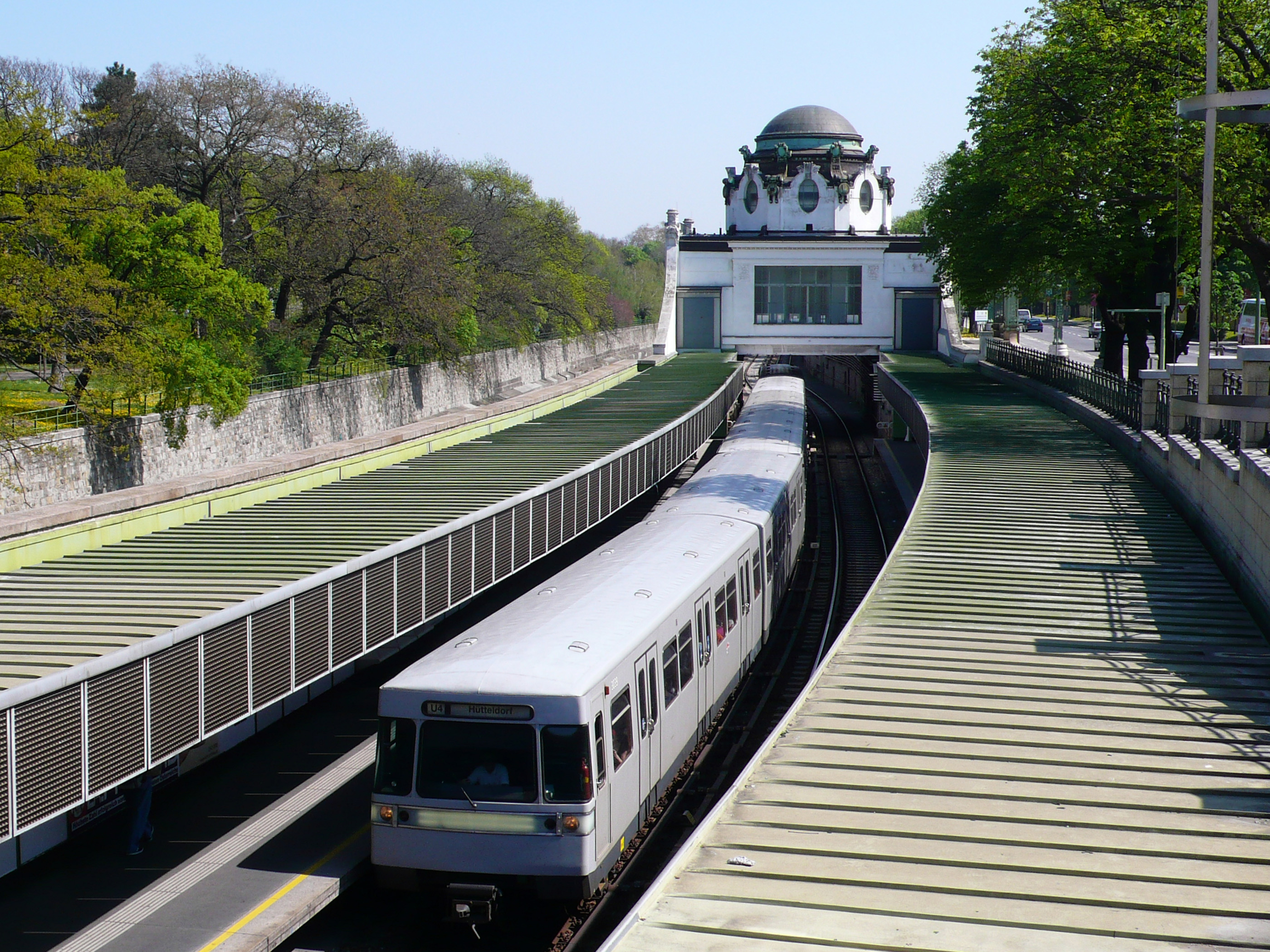
Otto Wagners Hofpavillon i Hietzing.

Andra etappen av utbyggnaden öppnades mellan 1989 och 2000. Utbyggnaden innebar en konvertering av stadsbanelinje G till U6 och förlänga den i båda ändar till Floridsdorf och Siebenhirten. Wiens stadsbana upphörde därför 1989 att fungera som en egen enhet då den integrerats i Wiens tunnelbane- och pendeltågsnät. Wiens stadsbana har blivit särskilt känd för sin arkitektur i jugendstil av Otto Wagner. Det innebar också utbyggnaden av linje U3 mellan Simmering och Ottakring.

### Etapp tre
Tredje etappen öppnades stegvis mellan 2006 och 2010. 
- Förlänga linje U1 till Leopoldau (Öppnad 2006)
- Förlänga linje U2 till Aspern via Stadion (Öppnad 2010, delsträcka till Stadion öppnades 2008)

### Etapp fyra
Den fjärde utbyggnadsetappen av tunnelbanan, som beslutades hösten 2007 började byggas mellan 2010 och 2020 och bestod av tre projekt: 
- U2 förlängdes norrut till Seestadt (2013), där ett nytt bostadsområde har byggts.
- U1 förlängdes söderut till Oberlaa (2017)
- U2 förlängdes inte söderut till Gudrunstrasse, då planerna ändrades.

## Galleri

Wiens tunnelbana
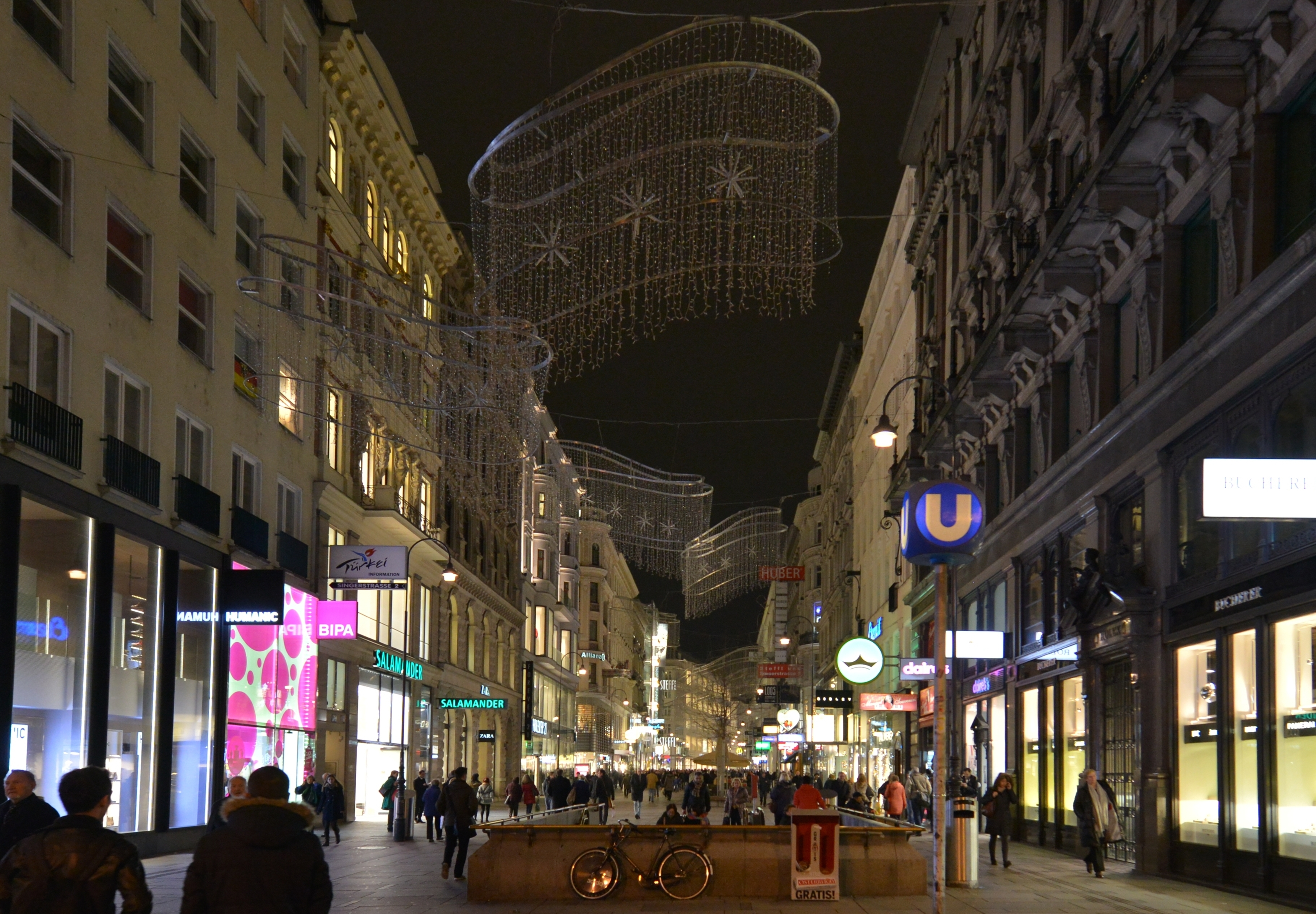
Zieglergasse tunnelbaneskylt
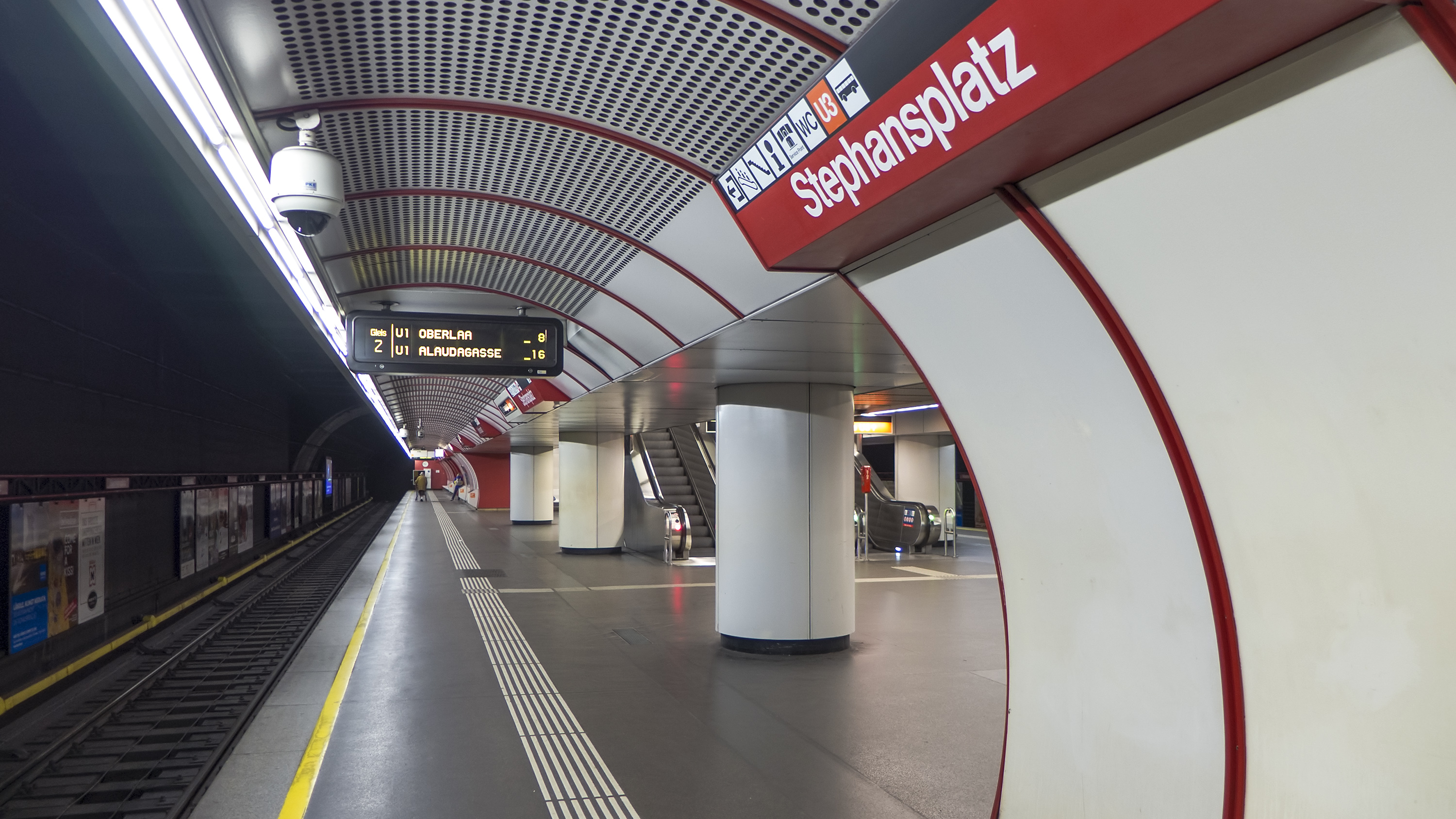
Knutpunkten Stephansplatz i centrala Wien.
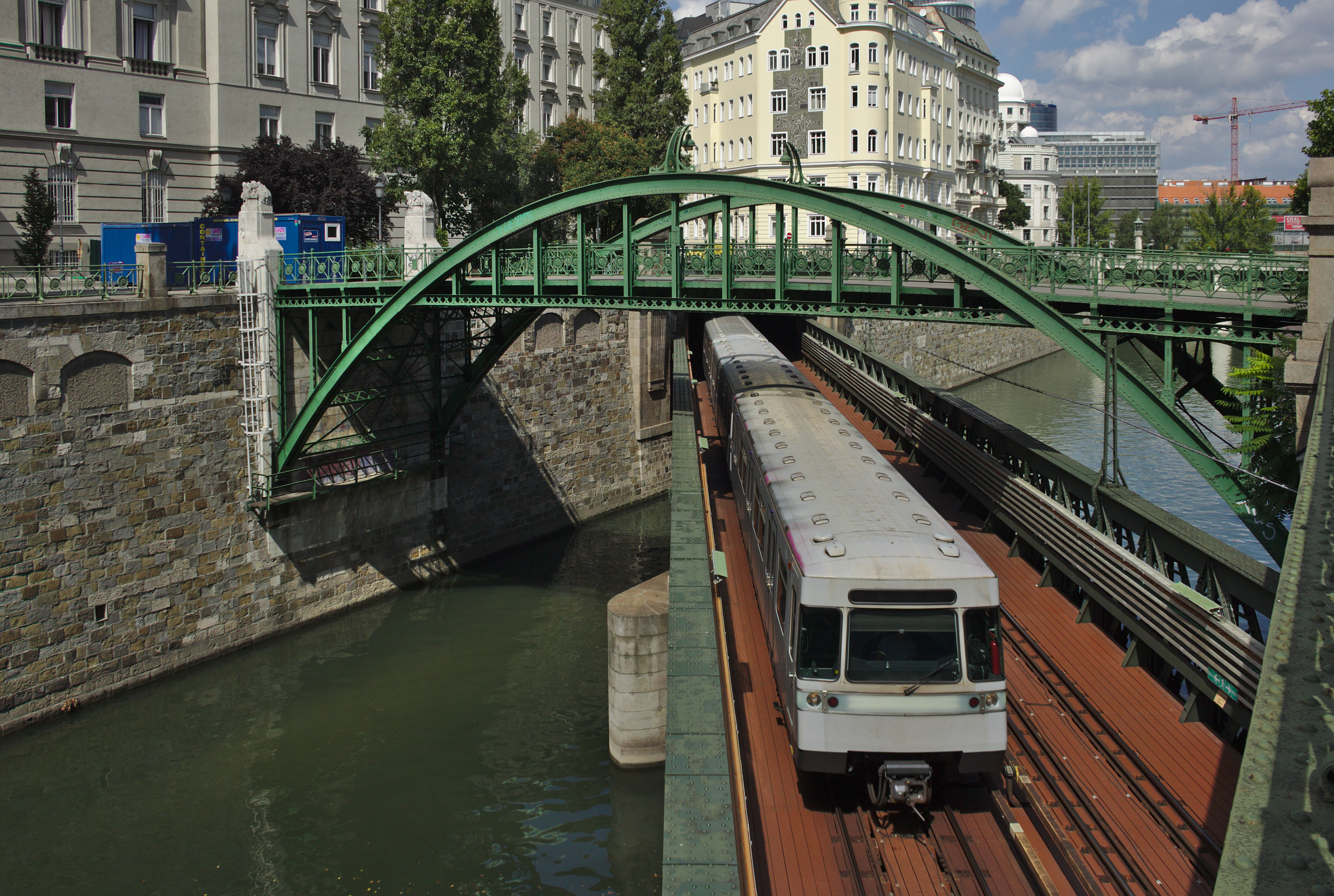
U4 korsar Wienfluss mellan Landstrasse och Schwedenplatz.
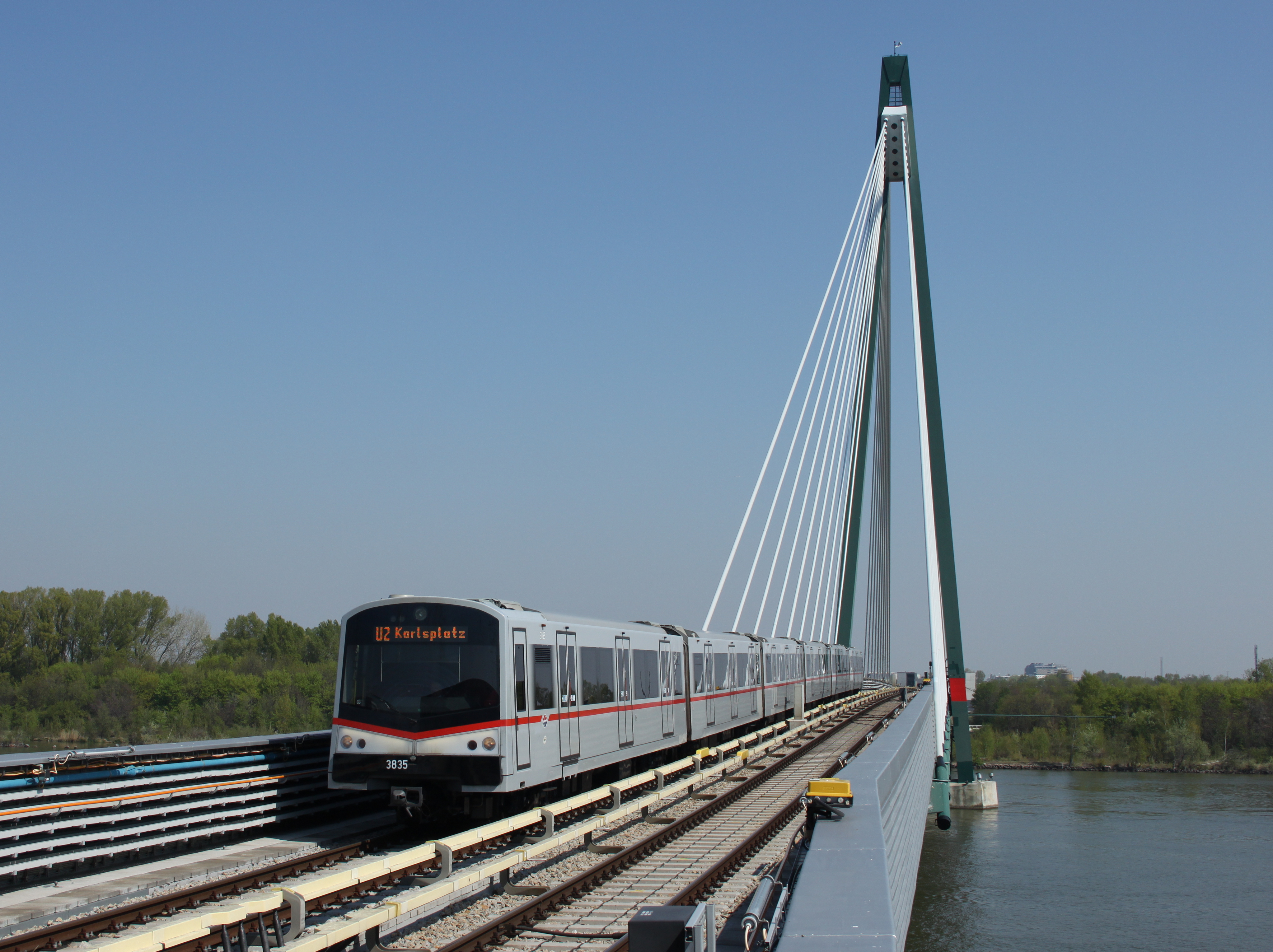
Linje U2 på Donaustadtbrücke
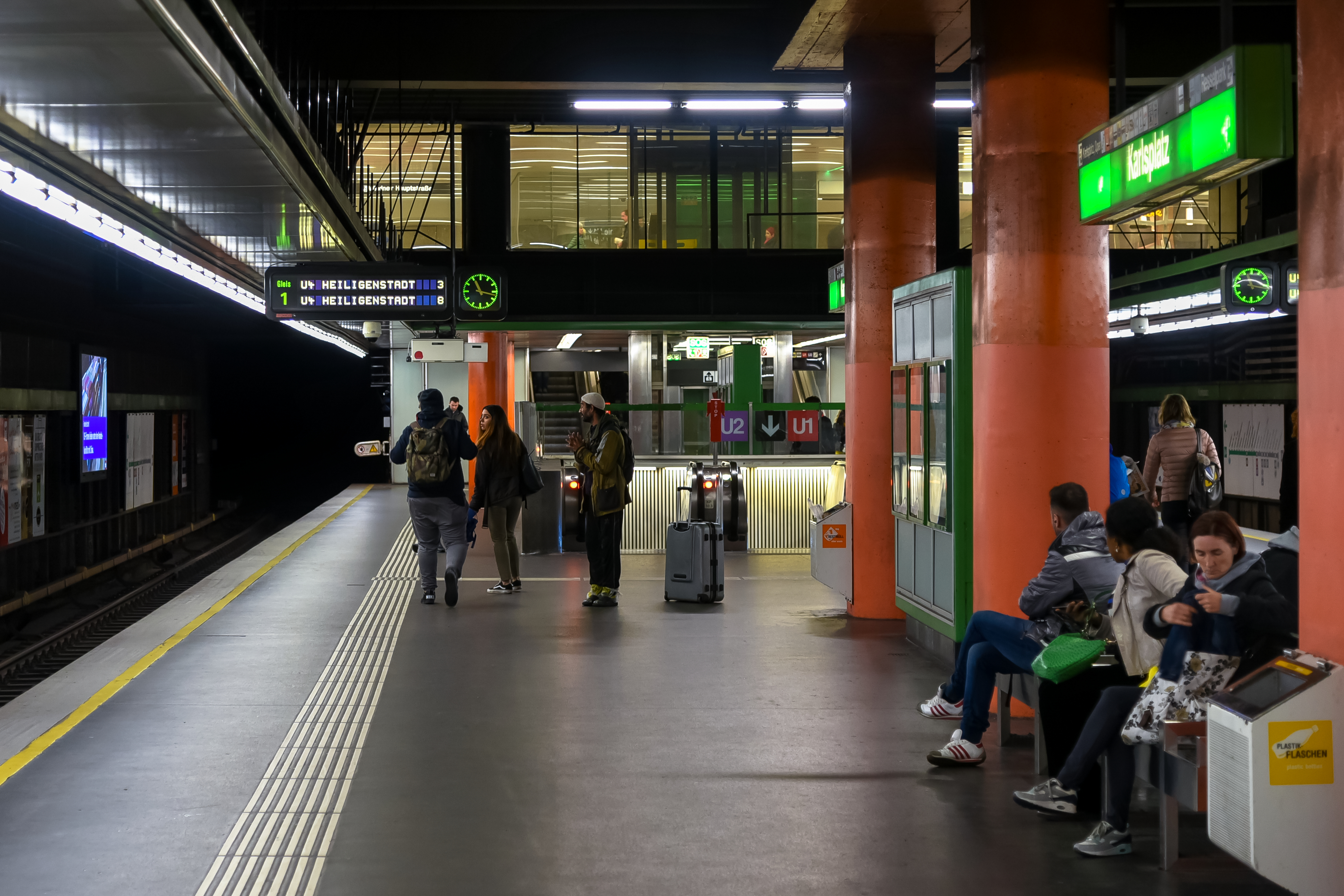
T-banecentralen Karlsplatz med tre linjer i tre olika plan.
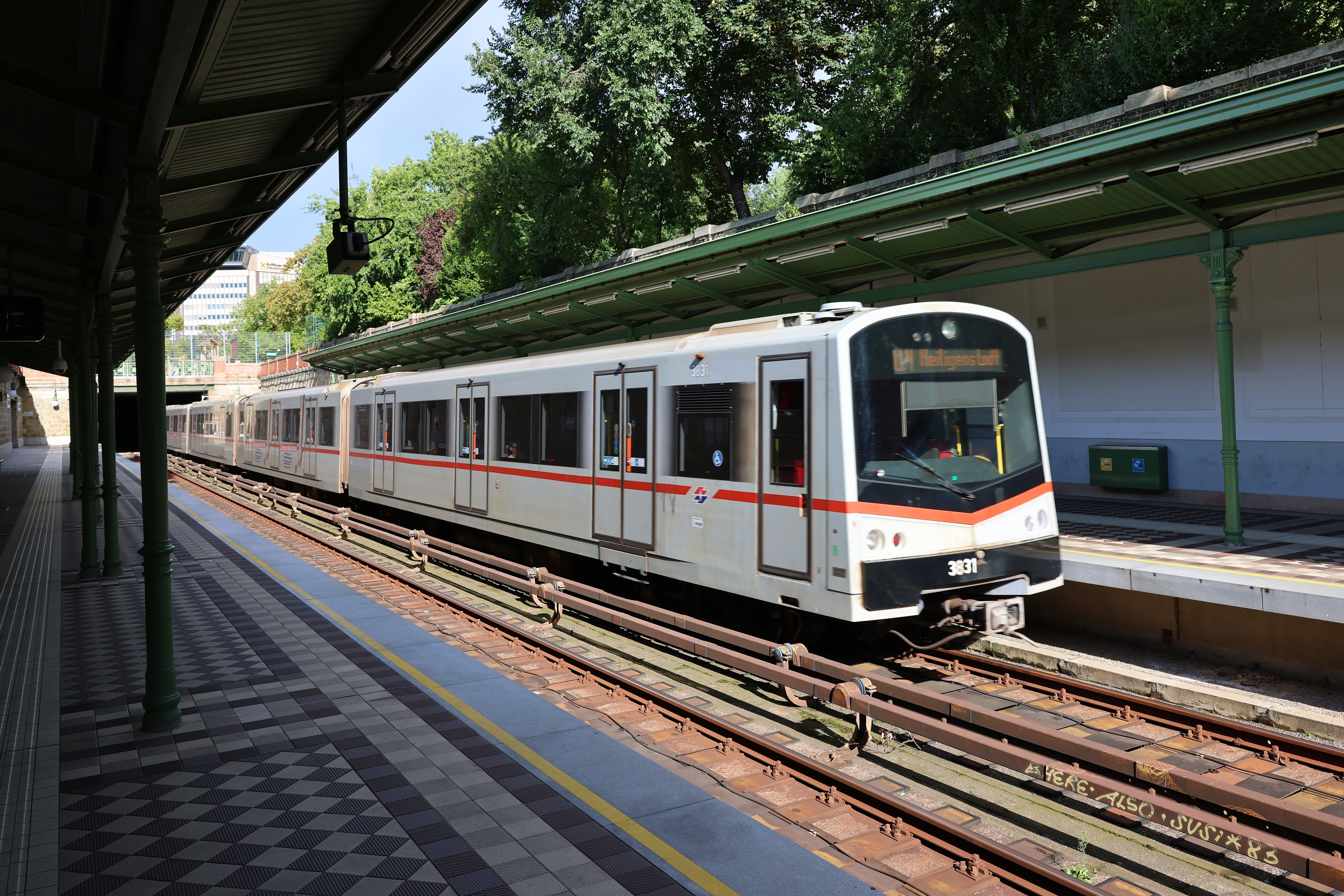
Stationen Stadtpark har behållit sin ursprungliga arkitektur.
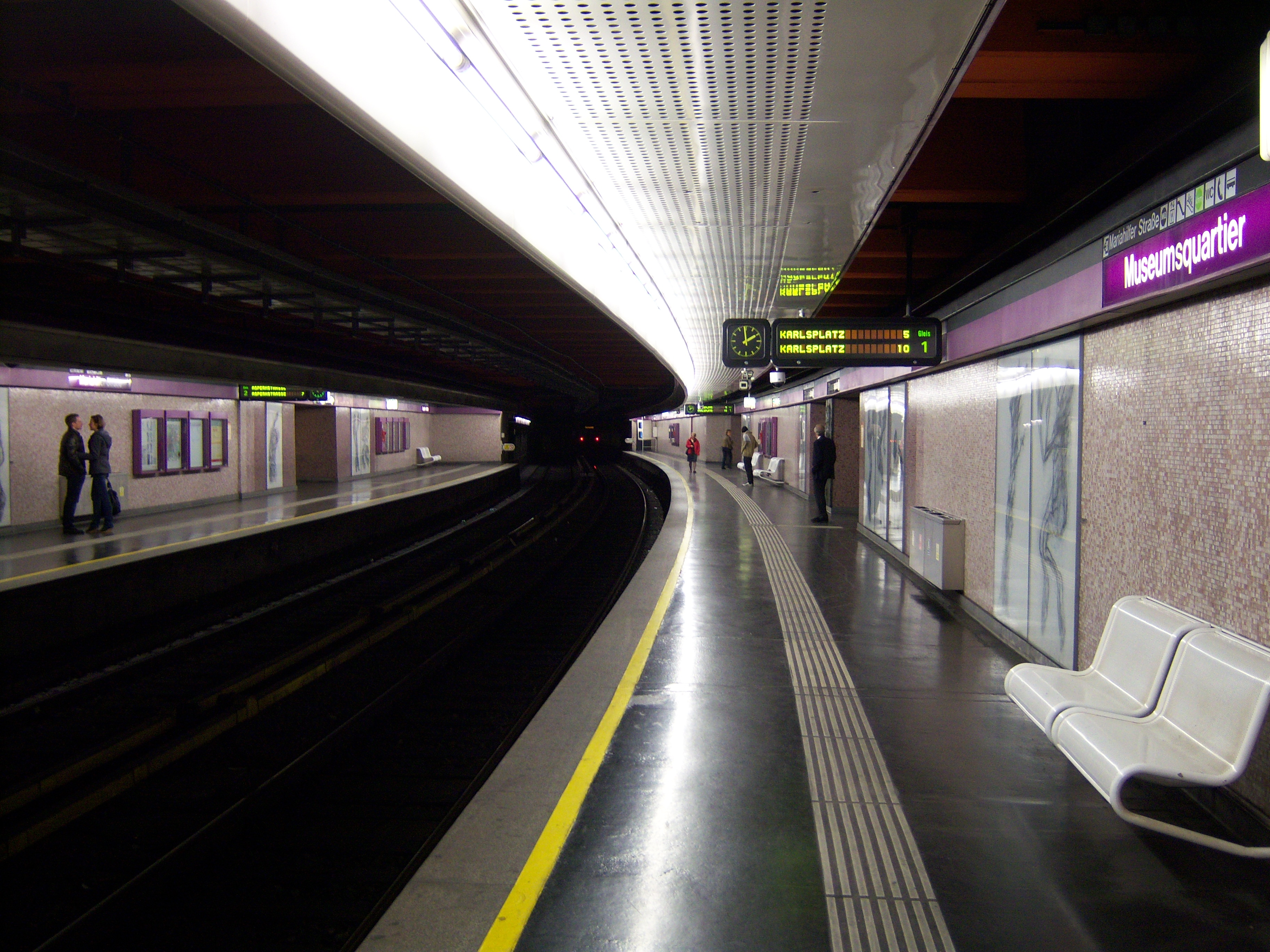
Museumsquartier station
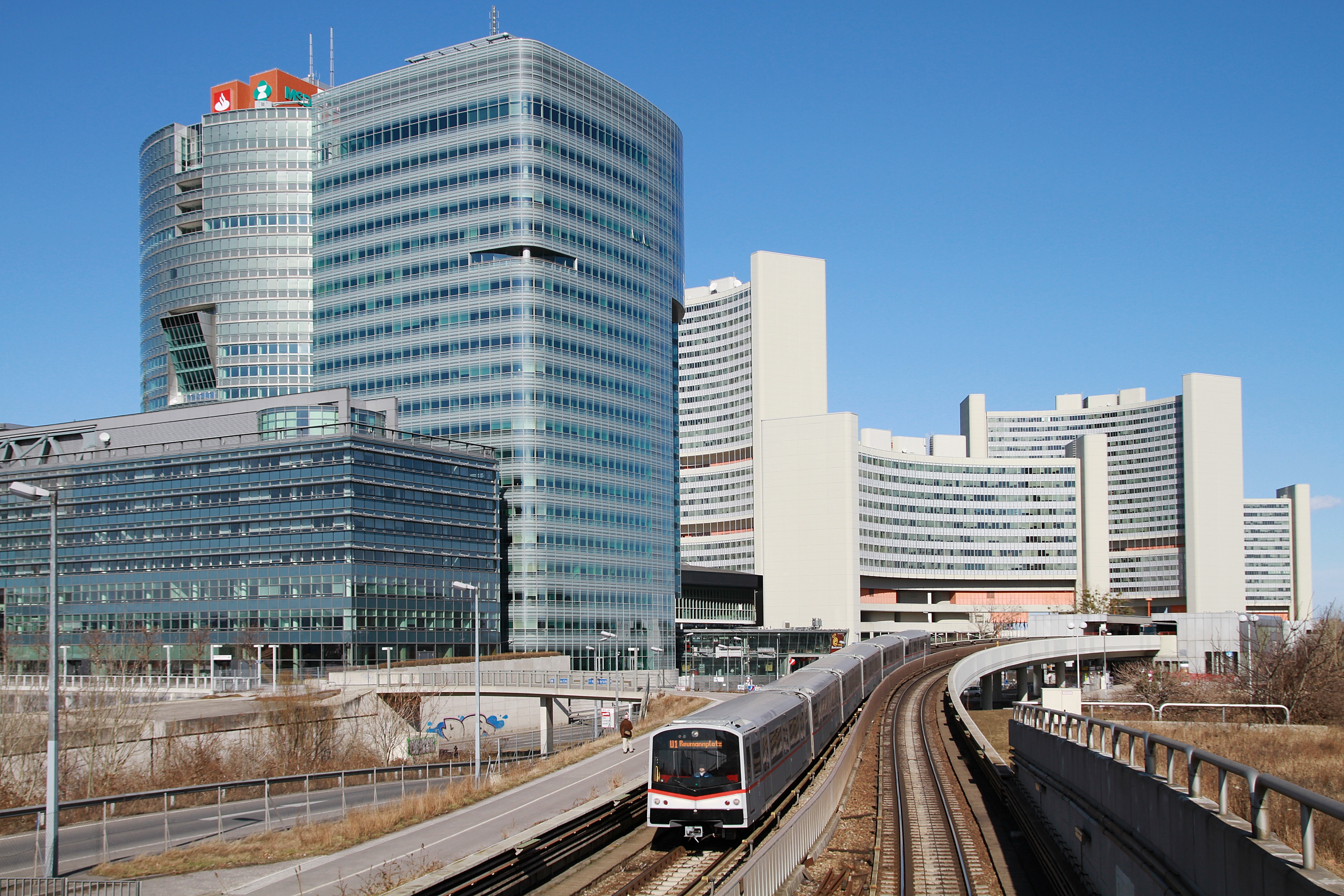
Linje U1 vid UNO-City.

## Trafik
Systemet omfattar (2023) 83,3 km spår med 98 stationer, fördelade på fem linjer: U1, U2, U3, U4, U6. 1,4 miljoner människor reser med tunnelbanan varje dag. Ibland anges 109 stationer och då har man räknat bytesstationer mer än en gång. (T.ex. stationen Karlsplatz då räknat som tre stationer, då tre linjer möts där.)

## Linjer
| Linje  | Sträcka                    | Öppnad | Längd km | Stationer |
| ------ | -------------------------- | ------ | -------- | --------- |
| U1     | Oberlaa ↔ Leopoldau        | 1978   | 19,2     | 24        |
| U2     | Karlsplatz ↔ Seestadt      | 1980   | 16,7     | 20        |
| U3     | Ottakring ↔ Simmering      | 1991   | 13,5     | 21        |
| U4     | Hütteldorf ↔ Heiligenstadt | 1978   | 16,5     | 20        |
| U6     | Floridsdorf ↔ Siebenhirten | 1989   | 17,5     | 24        |
| Totalt | Totalt                     |        | 83,3     | 98        |

### U1
| U1 (Oberlaa - Leopoldau) |

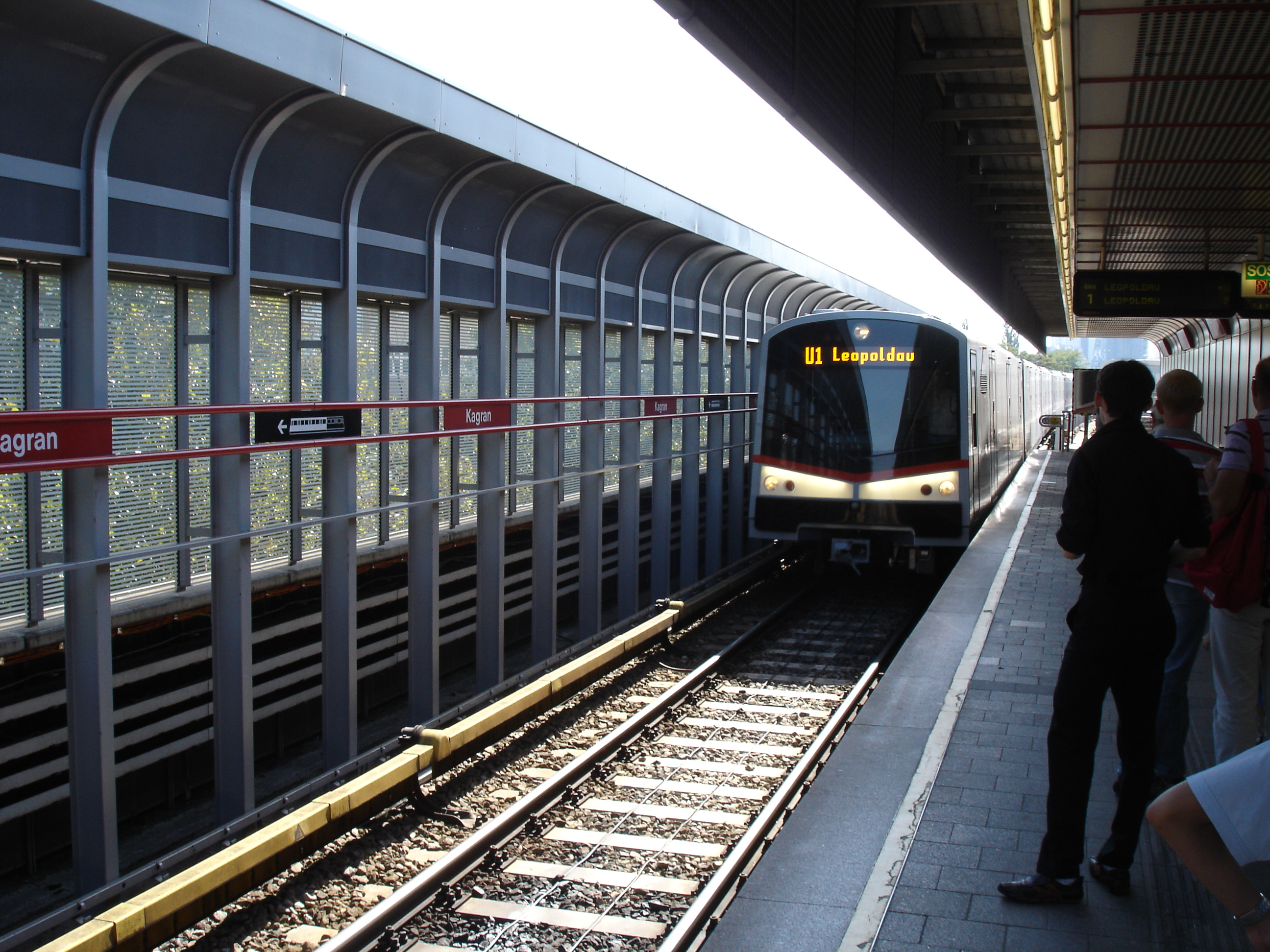
U1-tåg mot Leopoldau i Kagran.

Byggstarten för U1 skedde 1969 och färdigställdes 1982. Första sträckan mellan Reumannplatz och Karlsplatz öppnades den 25 februari 1978. Linjen var från början tänkt att bli kortare och stanna vid Donau, men då Reichsbrücke kollapsade 1976, började man bygga till Kagran på andra sidan om Donau tidigare än planerat och färdigställdes september 1982. År 2000 påbörjades en förlängning till Leopoldau, något som stod klart den 2 september 2006. 2017 invigdes förlängningen till Oberlaa.

### U2
| U2 (Karlsplatz - Seestadt) |

U2 går delvis i en före detta spårvägstunnel som byggts om till tunnelbanelinje och som förlängdes till Ernst-Happel-Stadion inför fotbolls-EM 2008. Den gamla delen är systemets långsammaste med många och täta stopp. En ytterligare utbyggnad till Aspernstrasse öppnades 2010, och i oktober 2013 öppnades ytterligare några stationer fram till Seestadt i det nybebyggda stadsdelsområdet Seestadt Aspern. För att kunna klara av det ökade passagerarantalet har plattformarna förlängts på de gamla stationerna vilket lett till att en station tvingats stänga (Lerchenfelder Strasse).
Sträckan Karlsplatz - Messe Prater är underjordisk och resten av linjen är byggd på broar.

### U3
| U3 (Ottakring - Simmering) |

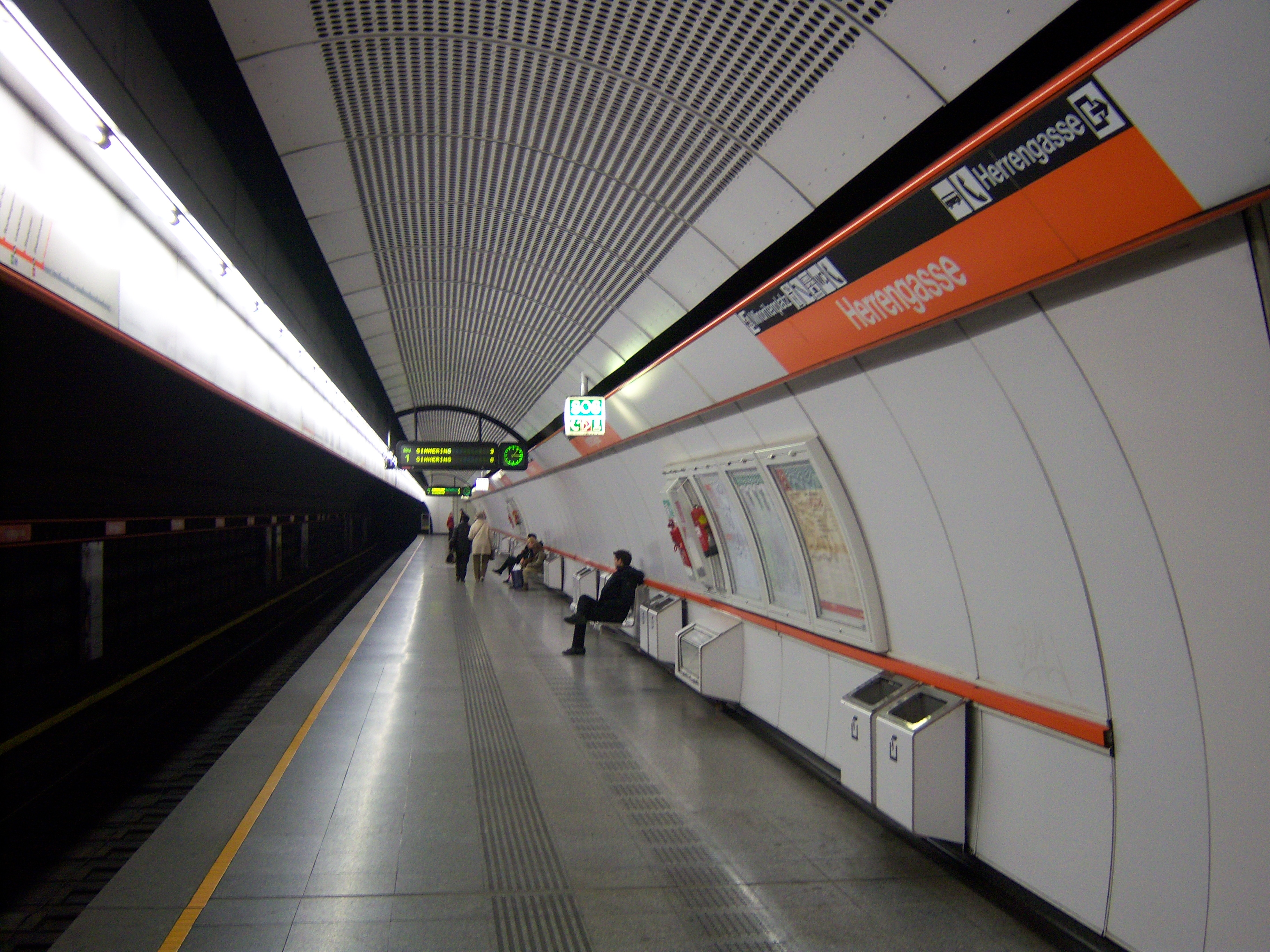
Linje U3 på Herrengasse.

U3 öppnades i fyra etapper 1989–2000. Alla stationer utom två är underjordiska. Linjen började planeras på 1960-talet och när U1 byggdes uppfördes även stationens U3-perronger. Först under 1980-talet började U3 byggas och den första delen från Erdberg till Volkstheater öppnades 1991.

### U4
| U4 (Hütteldorf - Heiligenstadt) |

U4 var ursprungligen en Stadtbahnlinje (se Wiens stadsbana) från sekelskiftet 1900 som byggdes om till tunnelbana 1976–1981. Första sträckan mellan Heiligenstadt och Friedensbrücke öppnades i maj 1976. Alla stationerna utom Stadtpark har byggts om på plattformarna vilket gör att de inte ser ut som de gjorde på S-Bahntiden. U4 följer floden Wien mycket nära.

### U6
| U6 (Floridsdorf - Siebenhirten) |

U6 är den längsta linjen i hela U-bahnsystemet. Mellan Längenfeldgasse och Spittelau går den i likhet med U4 på gammal S-Bahnsträckning. Till skillnad från U4 blev stationerna inte moderniserade utan ser ut som de gjorde på S-Bahntiden, en snabbspårväg, med spårvagnar som skiljer sig från tågen på de andra U-bahnlinjerna genom att ha ett annat signalsystem ombord och strömmatning från luftledning. Linjen är utbyggd i etapper mellan 1989–1996.

## Utbyggnad

### Öppningsdatum
Överstrukna sträckningar blev vid tidpunkten inställda.

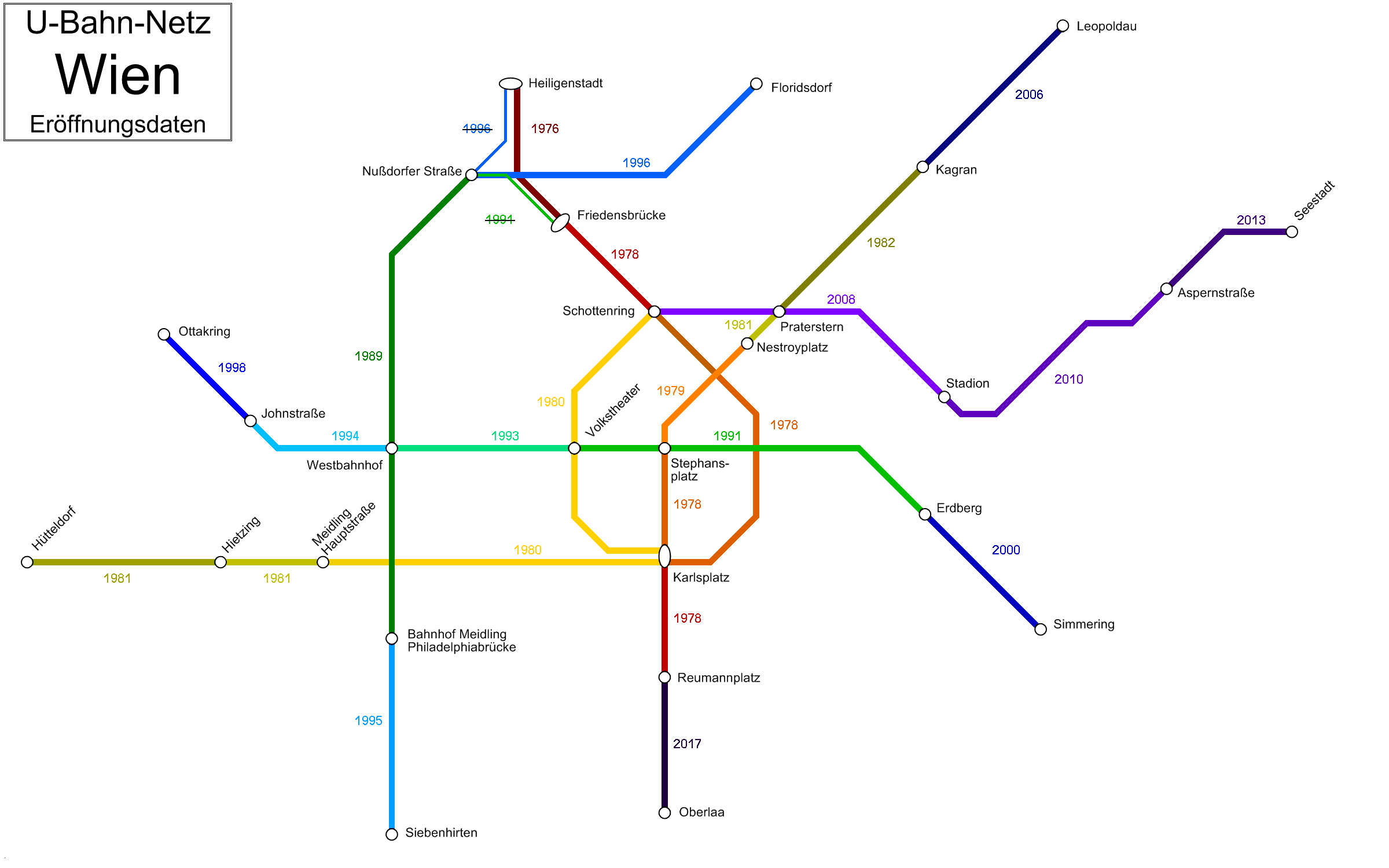
Grafik över öppningsår inklusive utvidgningar i fjärde etappen.

| Datum            | Linje | Sträcka                                                          |
| ---------------- | ----- | ---------------------------------------------------------------- |
| 8 maj 1976       | U4    | Heiligenstadt–Friedensbrücke                                     |
| 25 februari 1978 | U1    | Reumannplatz–Karlsplatz                                          |
| 3 april 1978     | U4    | Friedensbrücke–Schottenring                                      |
| 15 augusti 1978  | U4    | Schottenring–Schwedenplatz–Karlsplatz                            |
| 18 november 1978 | U1    | Karlsplatz–Stephansplatz                                         |
| 24 november 1979 | U1    | Stephansplatz–Nestroyplatz                                       |
| 30 augusti 1980  | U2    | Schottenring–Rathaus–Karlsplatz                                  |
| 26 oktober 1980  | U4    | Karlsplatz–Meidling Hauptstraße                                  |
| 28 februari 1981 | U1    | Nestroyplatz–Praterstern                                         |
| 31 augusti 1981  | U4    | Meidling Hauptstraße–Hietzing                                    |
| 20 december 1981 | U4    | Hietzing–Hütteldorf                                              |
| 3 september 1982 | U1    | Praterstern–Kagran                                               |
| 7 oktober 1989   | U6    | Philadelphiabrücke–Nußdorfer Straße–Heiligenstadt/Friedensbrücke |
| 4 mars 1991      | U6    | Nußdorfer Straße–Friedensbrücke                                  |
| 6 april 1991     | U3    | Erdberg–Volkstheater                                             |
| 4 september 1993 | U3    | Volkstheater–Westbahnhof                                         |
| 3 september 1994 | U3    | Westbahnhof–Johnstraße                                           |
| 15 april 1995    | U6    | Philadelphiabrücke–Siebenhirten                                  |
| 4 maj 1996       | U6    | Nußdorfer Straße–Floridsdorf; Nußdorfer Straße–Heiligenstadt     |
| 5 december 1998  | U3    | Johnstraße–Ottakring                                             |
| 2 december 2000  | U3    | Erdberg–Simmering                                                |
| 2 september 2006 | U1    | Kagran–Leopoldau                                                 |
| 10 maj 2008      | U2    | Schottenring–Praterstern–Stadion                                 |
| 2 oktober 2010   | U2    | Stadion–Aspernstraße                                             |
| 5 oktober 2013   | U2    | Aspernstraße–Seestadt                                            |
| 2 september 2017 | U1    | Reumannplatz – Oberlaa                                           |

### Etapp fyra
Sista delen i etapp fyra byggs sedan 2018 och fram till 2028.
- U2:s förlängning till Gudrunstrasse ändrades, nu byggs U2 ut till Matzleinsdorfer Platz istället, klart ca 2028.

Förlängningen utgår från station Rathaus och sträckan Rathaus - Karlsplatz kommer inte längre trafikeras av U2.
- Nya linje U5 tar över U2-sträckan Karlsplatz - Rathaus och förlängs därifrån vidare till Frankhplatz, klart ca 2026.

U2 får en ny station vid Rathaus som då blir bytesstation mellan U2 och U5.

### Etapp fem
- Förlängning av U2 från Matzleinsdorfer Platz till Wienerberg.
- Förlängning av U5 från Frankhplatz till Hernals.

### Ytterligare förslag
- Förlängning av U1 i söder mot Rothneusiedl.
- Förlängning av U5 bortom Hernals till Dornbach.

De projekt som är troliga och som diskuterades för etapp fyra men inte kom med: 
- Förlängning av U4 från Hütteldorf till Auhof
- Förlängning av U6 från Siebenhirten till Wiener Neudorf
- Förlängning av U6 från Floridsdorf till Rendezvousberg

## Vagnpark

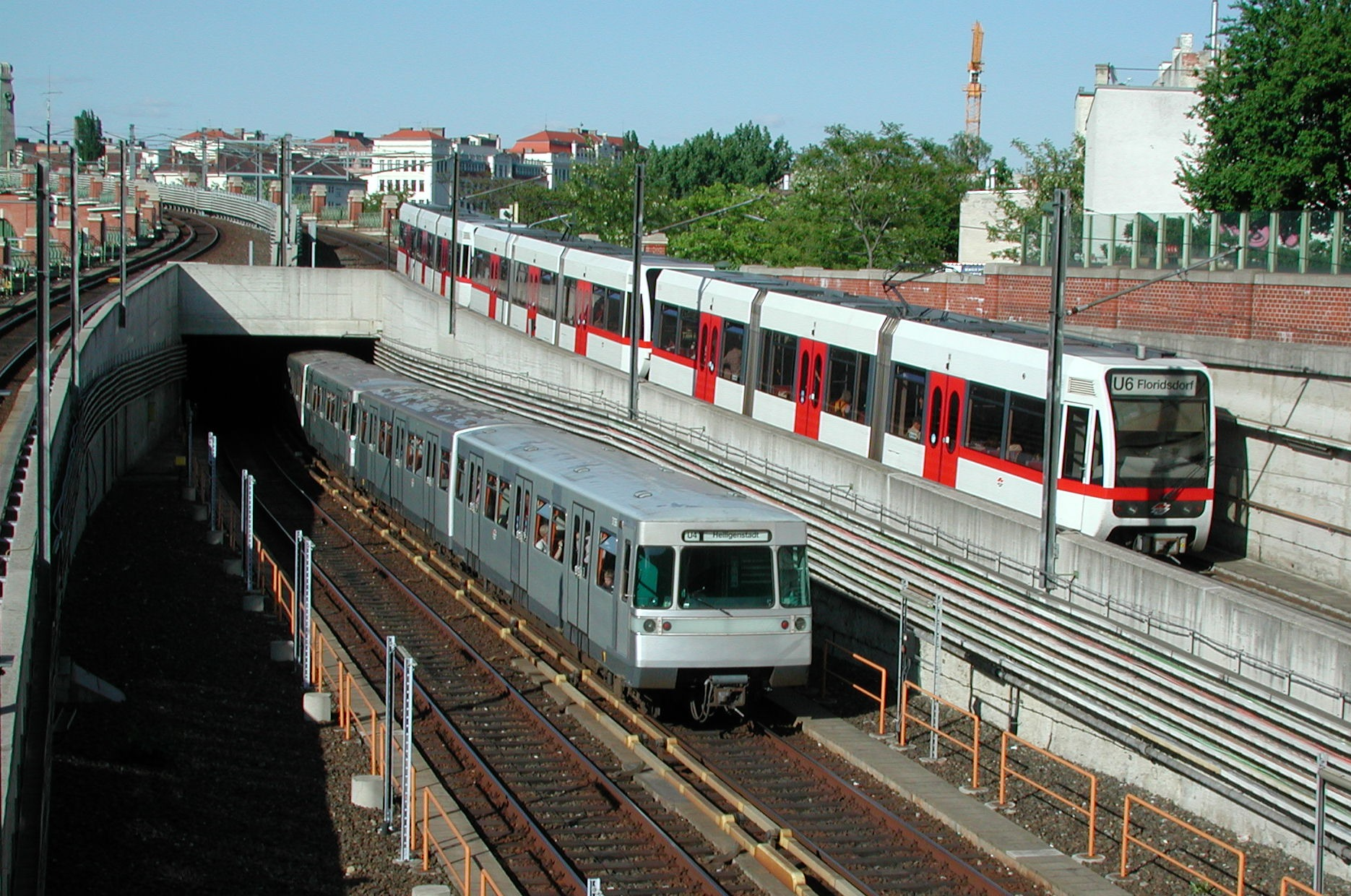
Tunnelbanetåg.

Wiens tunnelbana har åtta olika fordonstyper varav sex av dem fortfarande är i regulär trafik. För det tunnelbanessystemet utvecklades en tunnelbanevagnsmodell som än idag är i trafik, Silverpilen (Silberpfeil). Modellen byggdes av Simmering-Graz-Pauker (SGP) och den första versionen, Typ U, levererades 1972. Modellen formgavs av Johann Benda. Tekniskt är vagnarna mycket lika vagnarna i Münchens tunnelbana och Nürnbergs tunnelbana från samma tid. 1987 levererades efterföljaren Typ U1 som exteriört är lik den första modellen.
I slutet av 1990-talet utvecklade ett konsortium bestående av Siemens AG, ELIN och Adtranz den nya Typ V (V-Wagen) som levererades 2002–2007.

## Arkitektur
Tunnelbanans arkitektur utvecklades 1970–1973 av arkitektgruppen Architektengruppe U-Bahn (AGU) med arkitekterna Wilhelm Holzbauer, Heinz Marschalek, Georg Ladstätter och Bernd Gantar. Arkitektgruppen utvecklade ett byggsystem som skapade en enhetlighet mellan stationerna. Systemet kom att vidareutvecklas när hissar tillkom. Utmärkande är modulsystemet som förenklar reparationer. Bänkar, papperskorgar och informationsskyltar är ofta inbyggda i väggarna. 

## Transportmuseum

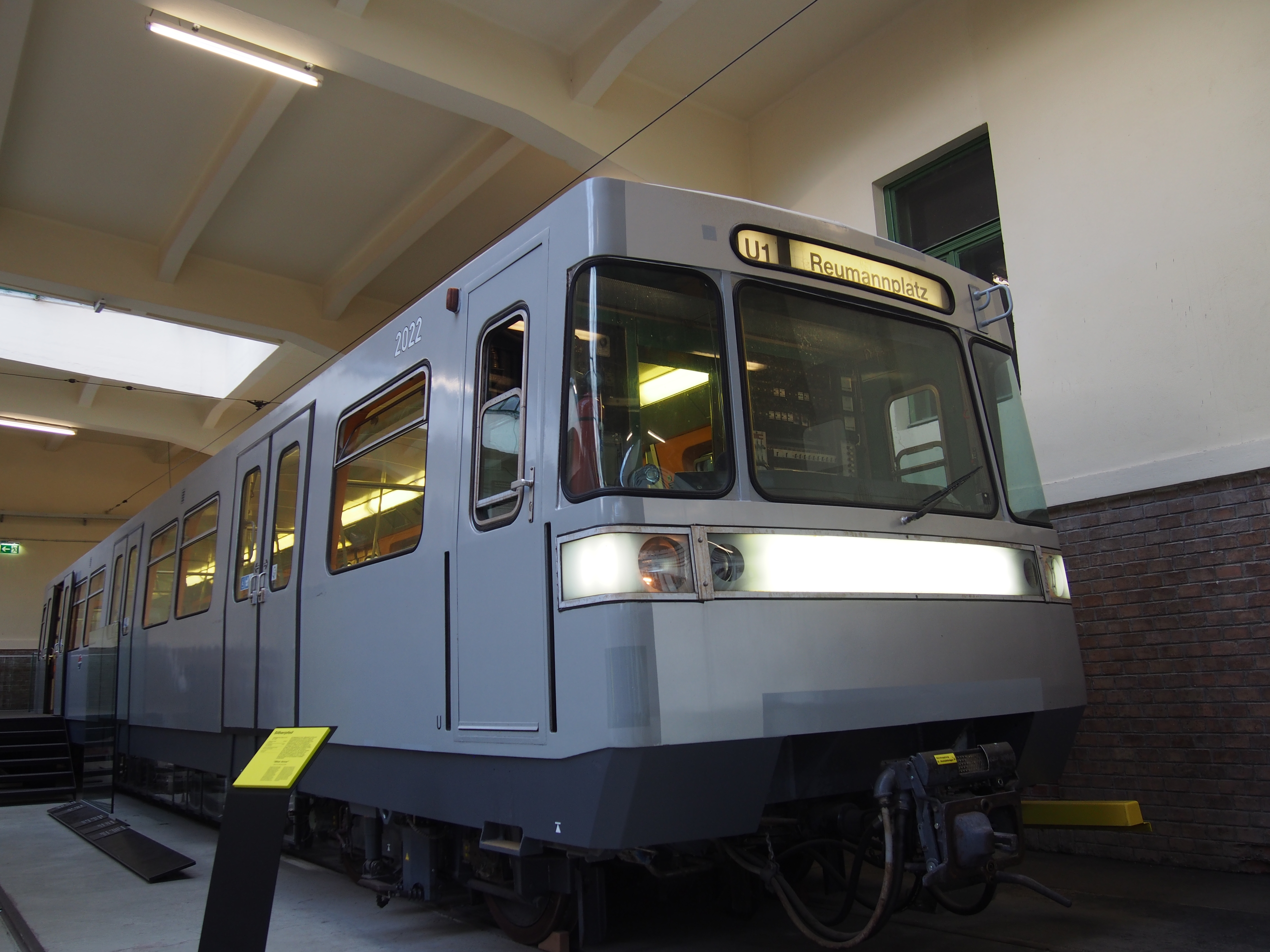
T-banetåg på Wiens transportmuseum.

Wiens transportmuseum har bl.a. en utställning om Wiens tunnelbana.

### Linjekarta
|  |  |  |  |  |

|  |  |  |  | Unknown BSicon "KBHFa violet" |

|  |  | Unknown BSicon "KBHFa brown" |  | Unknown BSicon "HST violet" |

|  |  | Unknown BSicon "HST brown" |  | Unknown BSicon "HST violet" |

|  |  | Unknown BSicon "BHF brown" |  | Unknown BSicon "HST violet" |

|  |  | Unknown BSicon "HST brown" |  | Unknown BSicon "HST violet" |

|  |  | Unknown BSicon "HST brown" |  | Unknown BSicon "HST violet" |

|  | Unknown BSicon "fKBHFa" | Unknown BSicon "STR brown" |  | Unknown BSicon "HST violet" |

|  | Unknown BSicon "fSTR" | Unknown BSicon "STR brown" |  | Unknown BSicon "HST violet" |

|  | Unknown BSicon "ABZg+l brown" | Unknown BSicon "STRr brown" |  | Unknown BSicon "HST violet" |

|  | Unknown BSicon "BHF brown" |  |  | Unknown BSicon "HST violet" |

|  | Unknown BSicon "ABZgl brown" | Unknown BSicon "fSTR+r" |  | Unknown BSicon "HST violet" |

|  | Unknown BSicon "STR brown" | Unknown BSicon "fHST" |  | Unknown BSicon "HST violet" |

|  | Unknown BSicon "HST brown" | Unknown BSicon "fSTR" | Head station | Unknown BSicon "STR violet" |

|  | Unknown BSicon "HST brown" | Unknown BSicon "fSTR" | Stop on track | Unknown BSicon "STR violet" |

|  | Unknown BSicon "HST brown" | Unknown BSicon "fSTR" | Stop on track | Unknown BSicon "STR violet" |

|  | Unknown BSicon "HST brown" | Unknown BSicon "fSTR" | Stop on track | Unknown BSicon "STR violet" |

|  | Unknown BSicon "HST brown" | Unknown BSicon "fSTR" | Stop on track | Unknown BSicon "STR violet" |

|  | Unknown BSicon "HST brown" | Unknown BSicon "fSTR" | Stop on track | Unknown BSicon "STR violet" |

|  | Unknown BSicon "HST brown" | Unknown BSicon "fSTR" | Stop on track | Unknown BSicon "STR violet" |

|  | Unknown BSicon "STR brown" | Unknown BSicon "fHST" | Stop on track | Unknown BSicon "STR violet" |

| Unknown BSicon "KBHFa orange" | Unknown BSicon "STR brown" | Unknown BSicon "fSTR" | Stop on track | Unknown BSicon "STR violet" |

| Unknown BSicon "HST orange" | Unknown BSicon "STR brown" | Unknown BSicon "fSTR" | Stop on track | Unknown BSicon "STR violet" |

| Unknown BSicon "HST orange" | Unknown BSicon "STR brown" | Unknown BSicon "fSTR" | One way leftward | Unknown BSicon "ABZg+r" |

| Unknown BSicon "HST orange" | Unknown BSicon "STR brown" | Unknown BSicon "fSTR" |  | Station on track |

| Unknown BSicon "HST orange" | Unknown BSicon "STR brown" | Unknown BSicon "fSTR" | Unknown BSicon "STR+l violet" | Unknown BSicon "ABZgr" |

| Unknown BSicon "STR orange" | Unknown BSicon "STR brown" | Unknown BSicon "fHST" | Unknown BSicon "HST violet" | Straight track |

| Unknown BSicon "ABZg+l orange" | Unknown BSicon "STRr brown" | Unknown BSicon "fSTRl" | Unknown BSicon "ABZg+r" | Straight track |

| Unknown BSicon "BHF orange" |  |  | Unknown BSicon "BHF violet" | Straight track |

| Unknown BSicon "ABZgl orange" | Unknown BSicon "STR+r orange" | Unknown BSicon "STR+l violet" | Unknown BSicon "ABZgr violet" | Straight track |

| Unknown BSicon "STR brown" | Unknown BSicon "HST orange" | Unknown BSicon "HST violet" | Unknown BSicon "fSTR" | Straight track |

| Unknown BSicon "STR brown" | Unknown BSicon "HST orange" | Unknown BSicon "HST violet" | Unknown BSicon "fSTR" | Straight track |

| Unknown BSicon "STR brown" | Unknown BSicon "ABZg+l orange" | Unknown BSicon "STRr violet" | Unknown BSicon "fSTR" | Straight track |

| Unknown BSicon "STR brown" | Unknown BSicon "BHF orange" |  | Unknown BSicon "fSTR" | Stop on track |

| Unknown BSicon "STR brown" | Unknown BSicon "ABZgl orange" | Unknown BSicon "STR+r orange" | Unknown BSicon "ABZg+l" | One way rightward |

| Unknown BSicon "STR brown" | Unknown BSicon "STR violet" | Unknown BSicon "HST orange" | Station on track |  |

| Unknown BSicon "STR brown" | Unknown BSicon "STR violet" | Unknown BSicon "STR orange" | Unknown BSicon "ABZgl" | Unknown BSicon "fSTR+r" |

| Unknown BSicon "STR brown" | Unknown BSicon "STR violet" | Unknown BSicon "ABZg+l" | One way rightward | Unknown BSicon "fSTR" |

| Unknown BSicon "STR brown" | Unknown BSicon "STR violet" | Station on track |  | Unknown BSicon "fSTR" |

| Unknown BSicon "STR brown" | Unknown BSicon "STR violet" | Unknown BSicon "ABZgl" | Unknown BSicon "STR+r orange" | Unknown BSicon "fSTR" |

| Unknown BSicon "STR brown" | Unknown BSicon "HST violet" | Straight track | Unknown BSicon "HST orange" | Unknown BSicon "fSTR" |

| Unknown BSicon "STR brown" | Unknown BSicon "STR violet" | Straight track | Unknown BSicon "STRl orange" | Unknown BSicon "fABZg+r" |

| Unknown BSicon "STR brown" | Unknown BSicon "STR violet" | Straight track |  | Unknown BSicon "fBHF" |

| Unknown BSicon "STR brown" | Unknown BSicon "STR violet" | Straight track | Unknown BSicon "fSTR+l" | Unknown BSicon "fABZgr" |

| Unknown BSicon "STR brown" | Unknown BSicon "STRl violet" | Unknown BSicon "ABZg+r" | Unknown BSicon "fHST" | Unknown BSicon "HST orange" |

| Unknown BSicon "STR brown" |  | Unknown BSicon "ABZg+l" | Unknown BSicon "fSTRr" | Unknown BSicon "HST orange" |

| Unknown BSicon "STR brown" |  | Station on track |  | Unknown BSicon "HST orange" |

| Unknown BSicon "HST brown" |  | Unknown BSicon "ABZgl" | Unknown BSicon "STR+r" | Unknown BSicon "HST orange" |

| Unknown BSicon "STR brown" |  | Unknown BSicon "fHST" | Straight track | Unknown BSicon "HST orange" |

| Unknown BSicon "STR brown" |  | Unknown BSicon "fHST" | Straight track | Unknown BSicon "HST orange" |

| Unknown BSicon "STR brown" |  | Unknown BSicon "fHST" | Straight track | Unknown BSicon "HST orange" |

| Unknown BSicon "STRl brown" | Unknown BSicon "STRq brown" | Unknown BSicon "fABZg+r" | Straight track | Unknown BSicon "KBHFe orange" |

|  |  | Unknown BSicon "fBHF" | Stop on track |  |

|  | Unknown BSicon "fSTR+l" | Unknown BSicon "fABZgr" | Station on track |  |

|  | Unknown BSicon "fHST" | Unknown BSicon "STR brown" | Stop on track |  |

|  | Unknown BSicon "fHST" | Unknown BSicon "STR brown" | End station |  |

|  | Unknown BSicon "fHST" | Unknown BSicon "HST brown" |  |  |

|  | Unknown BSicon "fHST" | Unknown BSicon "BHF brown" |  |  |

|  | Unknown BSicon "fHST" | Unknown BSicon "HST brown" |  |  |

|  | Unknown BSicon "fHST" | Unknown BSicon "HST brown" |  |  |

|  | Unknown BSicon "fKBHFe" | Unknown BSicon "HST brown" |  |  |

|  |  | Unknown BSicon "HST brown" |

|  |  | Unknown BSicon "HST brown" |

|  |  | Unknown BSicon "KBHFe brown" |

|  |  |  |  |  |

|  |  |  |  | Unknown BSicon "KBHFa violet" |

|  |  | Unknown BSicon "KBHFa brown" |  | Unknown BSicon "HST violet" |

|  |  | Unknown BSicon "HST brown" |  | Unknown BSicon "HST violet" |

|  |  | Unknown BSicon "BHF brown" |  | Unknown BSicon "HST violet" |

|  |  | Unknown BSicon "HST brown" |  | Unknown BSicon "HST violet" |

|  |  | Unknown BSicon "HST brown" |  | Unknown BSicon "HST violet" |

|  | Unknown BSicon "fKBHFa" | Unknown BSicon "STR brown" |  | Unknown BSicon "HST violet" |

|  | Unknown BSicon "fSTR" | Unknown BSicon "STR brown" |  | Unknown BSicon "HST violet" |

|  | Unknown BSicon "ABZg+l brown" | Unknown BSicon "STRr brown" |  | Unknown BSicon "HST violet" |

|  | Unknown BSicon "BHF brown" |  |  | Unknown BSicon "HST violet" |

|  | Unknown BSicon "ABZgl brown" | Unknown BSicon "fSTR+r" |  | Unknown BSicon "HST violet" |

|  | Unknown BSicon "STR brown" | Unknown BSicon "fHST" |  | Unknown BSicon "HST violet" |

|  | Unknown BSicon "HST brown" | Unknown BSicon "fSTR" | Head station | Unknown BSicon "STR violet" |

|  | Unknown BSicon "HST brown" | Unknown BSicon "fSTR" | Stop on track | Unknown BSicon "STR violet" |

|  | Unknown BSicon "HST brown" | Unknown BSicon "fSTR" | Stop on track | Unknown BSicon "STR violet" |

|  | Unknown BSicon "HST brown" | Unknown BSicon "fSTR" | Stop on track | Unknown BSicon "STR violet" |

|  | Unknown BSicon "HST brown" | Unknown BSicon "fSTR" | Stop on track | Unknown BSicon "STR violet" |

|  | Unknown BSicon "HST brown" | Unknown BSicon "fSTR" | Stop on track | Unknown BSicon "STR violet" |

|  | Unknown BSicon "HST brown" | Unknown BSicon "fSTR" | Stop on track | Unknown BSicon "STR violet" |

|  | Unknown BSicon "STR brown" | Unknown BSicon "fHST" | Stop on track | Unknown BSicon "STR violet" |

| Unknown BSicon "KBHFa orange" | Unknown BSicon "STR brown" | Unknown BSicon "fSTR" | Stop on track | Unknown BSicon "STR violet" |

| Unknown BSicon "HST orange" | Unknown BSicon "STR brown" | Unknown BSicon "fSTR" | Stop on track | Unknown BSicon "STR violet" |

| Unknown BSicon "HST orange" | Unknown BSicon "STR brown" | Unknown BSicon "fSTR" | One way leftward | Unknown BSicon "ABZg+r" |

| Unknown BSicon "HST orange" | Unknown BSicon "STR brown" | Unknown BSicon "fSTR" |  | Station on track |

| Unknown BSicon "HST orange" | Unknown BSicon "STR brown" | Unknown BSicon "fSTR" | Unknown BSicon "STR+l violet" | Unknown BSicon "ABZgr" |

| Unknown BSicon "STR orange" | Unknown BSicon "STR brown" | Unknown BSicon "fHST" | Unknown BSicon "HST violet" | Straight track |

| Unknown BSicon "ABZg+l orange" | Unknown BSicon "STRr brown" | Unknown BSicon "fSTRl" | Unknown BSicon "ABZg+r" | Straight track |

| Unknown BSicon "BHF orange" |  |  | Unknown BSicon "BHF violet" | Straight track |

| Unknown BSicon "ABZgl orange" | Unknown BSicon "STR+r orange" | Unknown BSicon "STR+l violet" | Unknown BSicon "ABZgr violet" | Straight track |

| Unknown BSicon "STR brown" | Unknown BSicon "HST orange" | Unknown BSicon "HST violet" | Unknown BSicon "fSTR" | Straight track |

| Unknown BSicon "STR brown" | Unknown BSicon "HST orange" | Unknown BSicon "HST violet" | Unknown BSicon "fSTR" | Straight track |

| Unknown BSicon "STR brown" | Unknown BSicon "ABZg+l orange" | Unknown BSicon "STRr violet" | Unknown BSicon "fSTR" | Straight track |

| Unknown BSicon "STR brown" | Unknown BSicon "BHF orange" |  | Unknown BSicon "fSTR" | Stop on track |

| Unknown BSicon "STR brown" | Unknown BSicon "ABZgl orange" | Unknown BSicon "STR+r orange" | Unknown BSicon "ABZg+l" | One way rightward |

| Unknown BSicon "STR brown" | Unknown BSicon "STR violet" | Unknown BSicon "HST orange" | Station on track |  |

| Unknown BSicon "STR brown" | Unknown BSicon "STR violet" | Unknown BSicon "STR orange" | Unknown BSicon "ABZgl" | Unknown BSicon "fSTR+r" |

| Unknown BSicon "STR brown" | Unknown BSicon "STR violet" | Unknown BSicon "ABZg+l" | One way rightward | Unknown BSicon "fSTR" |

| Unknown BSicon "STR brown" | Unknown BSicon "STR violet" | Station on track |  | Unknown BSicon "fSTR" |

| Unknown BSicon "STR brown" | Unknown BSicon "STR violet" | Unknown BSicon "ABZgl" | Unknown BSicon "STR+r orange" | Unknown BSicon "fSTR" |

| Unknown BSicon "STR brown" | Unknown BSicon "HST violet" | Straight track | Unknown BSicon "HST orange" | Unknown BSicon "fSTR" |

| Unknown BSicon "STR brown" | Unknown BSicon "STR violet" | Straight track | Unknown BSicon "STRl orange" | Unknown BSicon "fABZg+r" |

| Unknown BSicon "STR brown" | Unknown BSicon "STR violet" | Straight track |  | Unknown BSicon "fBHF" |

| Unknown BSicon "STR brown" | Unknown BSicon "STR violet" | Straight track | Unknown BSicon "fSTR+l" | Unknown BSicon "fABZgr" |

| Unknown BSicon "STR brown" | Unknown BSicon "STRl violet" | Unknown BSicon "ABZg+r" | Unknown BSicon "fHST" | Unknown BSicon "HST orange" |

| Unknown BSicon "STR brown" |  | Unknown BSicon "ABZg+l" | Unknown BSicon "fSTRr" | Unknown BSicon "HST orange" |

| Unknown BSicon "STR brown" |  | Station on track |  | Unknown BSicon "HST orange" |

| Unknown BSicon "HST brown" |  | Unknown BSicon "ABZgl" | Unknown BSicon "STR+r" | Unknown BSicon "HST orange" |

| Unknown BSicon "STR brown" |  | Unknown BSicon "fHST" | Straight track | Unknown BSicon "HST orange" |

| Unknown BSicon "STR brown" |  | Unknown BSicon "fHST" | Straight track | Unknown BSicon "HST orange" |

| Unknown BSicon "STR brown" |  | Unknown BSicon "fHST" | Straight track | Unknown BSicon "HST orange" |

| Unknown BSicon "STRl brown" | Unknown BSicon "STRq brown" | Unknown BSicon "fABZg+r" | Straight track | Unknown BSicon "KBHFe orange" |

|  |  | Unknown BSicon "fBHF" | Stop on track |  |

|  | Unknown BSicon "fSTR+l" | Unknown BSicon "fABZgr" | Station on track |  |

|  | Unknown BSicon "fHST" | Unknown BSicon "STR brown" | Stop on track |  |

|  | Unknown BSicon "fHST" | Unknown BSicon "STR brown" | End station |  |

|  | Unknown BSicon "fHST" | Unknown BSicon "HST brown" |  |  |

|  | Unknown BSicon "fHST" | Unknown BSicon "BHF brown" |  |  |

|  | Unknown BSicon "fHST" | Unknown BSicon "HST brown" |  |  |

|  | Unknown BSicon "fHST" | Unknown BSicon "HST brown" |  |  |

|  | Unknown BSicon "fKBHFe" | Unknown BSicon "HST brown" |  |  |

|  |  | Unknown BSicon "HST brown" |

|  |  | Unknown BSicon "HST brown" |

|  |  | Unknown BSicon "KBHFe brown" |

|  |  |  |  |  |

|  |  |  |  | Unknown BSicon "KBHFa violet" |

|  |  | Unknown BSicon "KBHFa brown" |  | Unknown BSicon "HST violet" |

|  |  | Unknown BSicon "HST brown" |  | Unknown BSicon "HST violet" |

|  |  | Unknown BSicon "BHF brown" |  | Unknown BSicon "HST violet" |

|  |  | Unknown BSicon "HST brown" |  | Unknown BSicon "HST violet" |

|  |  | Unknown BSicon "HST brown" |  | Unknown BSicon "HST violet" |

|  | Unknown BSicon "fKBHFa" | Unknown BSicon "STR brown" |  | Unknown BSicon "HST violet" |

|  | Unknown BSicon "fSTR" | Unknown BSicon "STR brown" |  | Unknown BSicon "HST violet" |

|  | Unknown BSicon "ABZg+l brown" | Unknown BSicon "STRr brown" |  | Unknown BSicon "HST violet" |

|  | Unknown BSicon "BHF brown" |  |  | Unknown BSicon "HST violet" |

|  | Unknown BSicon "ABZgl brown" | Unknown BSicon "fSTR+r" |  | Unknown BSicon "HST violet" |

|  | Unknown BSicon "STR brown" | Unknown BSicon "fHST" |  | Unknown BSicon "HST violet" |

|  | Unknown BSicon "HST brown" | Unknown BSicon "fSTR" | Head station | Unknown BSicon "STR violet" |

|  | Unknown BSicon "HST brown" | Unknown BSicon "fSTR" | Stop on track | Unknown BSicon "STR violet" |

|  | Unknown BSicon "HST brown" | Unknown BSicon "fSTR" | Stop on track | Unknown BSicon "STR violet" |

|  | Unknown BSicon "HST brown" | Unknown BSicon "fSTR" | Stop on track | Unknown BSicon "STR violet" |

|  | Unknown BSicon "HST brown" | Unknown BSicon "fSTR" | Stop on track | Unknown BSicon "STR violet" |

|  | Unknown BSicon "HST brown" | Unknown BSicon "fSTR" | Stop on track | Unknown BSicon "STR violet" |

|  | Unknown BSicon "HST brown" | Unknown BSicon "fSTR" | Stop on track | Unknown BSicon "STR violet" |

|  | Unknown BSicon "STR brown" | Unknown BSicon "fHST" | Stop on track | Unknown BSicon "STR violet" |

| Unknown BSicon "KBHFa orange" | Unknown BSicon "STR brown" | Unknown BSicon "fSTR" | Stop on track | Unknown BSicon "STR violet" |

| Unknown BSicon "HST orange" | Unknown BSicon "STR brown" | Unknown BSicon "fSTR" | Stop on track | Unknown BSicon "STR violet" |

| Unknown BSicon "HST orange" | Unknown BSicon "STR brown" | Unknown BSicon "fSTR" | One way leftward | Unknown BSicon "ABZg+r" |

| Unknown BSicon "HST orange" | Unknown BSicon "STR brown" | Unknown BSicon "fSTR" |  | Station on track |

| Unknown BSicon "HST orange" | Unknown BSicon "STR brown" | Unknown BSicon "fSTR" | Unknown BSicon "STR+l violet" | Unknown BSicon "ABZgr" |

| Unknown BSicon "STR orange" | Unknown BSicon "STR brown" | Unknown BSicon "fHST" | Unknown BSicon "HST violet" | Straight track |

| Unknown BSicon "ABZg+l orange" | Unknown BSicon "STRr brown" | Unknown BSicon "fSTRl" | Unknown BSicon "ABZg+r" | Straight track |

| Unknown BSicon "BHF orange" |  |  | Unknown BSicon "BHF violet" | Straight track |

| Unknown BSicon "ABZgl orange" | Unknown BSicon "STR+r orange" | Unknown BSicon "STR+l violet" | Unknown BSicon "ABZgr violet" | Straight track |

| Unknown BSicon "STR brown" | Unknown BSicon "HST orange" | Unknown BSicon "HST violet" | Unknown BSicon "fSTR" | Straight track |

| Unknown BSicon "STR brown" | Unknown BSicon "HST orange" | Unknown BSicon "HST violet" | Unknown BSicon "fSTR" | Straight track |

| Unknown BSicon "STR brown" | Unknown BSicon "ABZg+l orange" | Unknown BSicon "STRr violet" | Unknown BSicon "fSTR" | Straight track |

| Unknown BSicon "STR brown" | Unknown BSicon "BHF orange" |  | Unknown BSicon "fSTR" | Stop on track |

| Unknown BSicon "STR brown" | Unknown BSicon "ABZgl orange" | Unknown BSicon "STR+r orange" | Unknown BSicon "ABZg+l" | One way rightward |

| Unknown BSicon "STR brown" | Unknown BSicon "STR violet" | Unknown BSicon "HST orange" | Station on track |  |

| Unknown BSicon "STR brown" | Unknown BSicon "STR violet" | Unknown BSicon "STR orange" | Unknown BSicon "ABZgl" | Unknown BSicon "fSTR+r" |

| Unknown BSicon "STR brown" | Unknown BSicon "STR violet" | Unknown BSicon "ABZg+l" | One way rightward | Unknown BSicon "fSTR" |

| Unknown BSicon "STR brown" | Unknown BSicon "STR violet" | Station on track |  | Unknown BSicon "fSTR" |

| Unknown BSicon "STR brown" | Unknown BSicon "STR violet" | Unknown BSicon "ABZgl" | Unknown BSicon "STR+r orange" | Unknown BSicon "fSTR" |

| Unknown BSicon "STR brown" | Unknown BSicon "HST violet" | Straight track | Unknown BSicon "HST orange" | Unknown BSicon "fSTR" |

| Unknown BSicon "STR brown" | Unknown BSicon "STR violet" | Straight track | Unknown BSicon "STRl orange" | Unknown BSicon "fABZg+r" |

| Unknown BSicon "STR brown" | Unknown BSicon "STR violet" | Straight track |  | Unknown BSicon "fBHF" |

| Unknown BSicon "STR brown" | Unknown BSicon "STR violet" | Straight track | Unknown BSicon "fSTR+l" | Unknown BSicon "fABZgr" |

| Unknown BSicon "STR brown" | Unknown BSicon "STRl violet" | Unknown BSicon "ABZg+r" | Unknown BSicon "fHST" | Unknown BSicon "HST orange" |

| Unknown BSicon "STR brown" |  | Unknown BSicon "ABZg+l" | Unknown BSicon "fSTRr" | Unknown BSicon "HST orange" |

| Unknown BSicon "STR brown" |  | Station on track |  | Unknown BSicon "HST orange" |

| Unknown BSicon "HST brown" |  | Unknown BSicon "ABZgl" | Unknown BSicon "STR+r" | Unknown BSicon "HST orange" |

| Unknown BSicon "STR brown" |  | Unknown BSicon "fHST" | Straight track | Unknown BSicon "HST orange" |

| Unknown BSicon "STR brown" |  | Unknown BSicon "fHST" | Straight track | Unknown BSicon "HST orange" |

| Unknown BSicon "STR brown" |  | Unknown BSicon "fHST" | Straight track | Unknown BSicon "HST orange" |

| Unknown BSicon "STRl brown" | Unknown BSicon "STRq brown" | Unknown BSicon "fABZg+r" | Straight track | Unknown BSicon "KBHFe orange" |

|  |  | Unknown BSicon "fBHF" | Stop on track |  |

|  | Unknown BSicon "fSTR+l" | Unknown BSicon "fABZgr" | Station on track |  |

|  | Unknown BSicon "fHST" | Unknown BSicon "STR brown" | Stop on track |  |

|  | Unknown BSicon "fHST" | Unknown BSicon "STR brown" | End station |  |

|  | Unknown BSicon "fHST" | Unknown BSicon "HST brown" |  |  |

|  | Unknown BSicon "fHST" | Unknown BSicon "BHF brown" |  |  |

|  | Unknown BSicon "fHST" | Unknown BSicon "HST brown" |  |  |

|  | Unknown BSicon "fHST" | Unknown BSicon "HST brown" |  |  |

|  | Unknown BSicon "fKBHFe" | Unknown BSicon "HST brown" |  |  |

|  |  | Unknown BSicon "HST brown" |

|  |  | Unknown BSicon "HST brown" |

|  |  | Unknown BSicon "KBHFe brown" |

|  |  |  |  |  |

|  |  |  |  | Unknown BSicon "KBHFa violet" |

|  |  | Unknown BSicon "KBHFa brown" |  | Unknown BSicon "HST violet" |

|  |  | Unknown BSicon "HST brown" |  | Unknown BSicon "HST violet" |

|  |  | Unknown BSicon "BHF brown" |  | Unknown BSicon "HST violet" |

|  |  | Unknown BSicon "HST brown" |  | Unknown BSicon "HST violet" |

|  |  | Unknown BSicon "HST brown" |  | Unknown BSicon "HST violet" |

|  | Unknown BSicon "fKBHFa" | Unknown BSicon "STR brown" |  | Unknown BSicon "HST violet" |

|  | Unknown BSicon "fSTR" | Unknown BSicon "STR brown" |  | Unknown BSicon "HST violet" |

|  | Unknown BSicon "ABZg+l brown" | Unknown BSicon "STRr brown" |  | Unknown BSicon "HST violet" |

|  | Unknown BSicon "BHF brown" |  |  | Unknown BSicon "HST violet" |

|  | Unknown BSicon "ABZgl brown" | Unknown BSicon "fSTR+r" |  | Unknown BSicon "HST violet" |

|  | Unknown BSicon "STR brown" | Unknown BSicon "fHST" |  | Unknown BSicon "HST violet" |

|  | Unknown BSicon "HST brown" | Unknown BSicon "fSTR" | Head station | Unknown BSicon "STR violet" |

|  | Unknown BSicon "HST brown" | Unknown BSicon "fSTR" | Stop on track | Unknown BSicon "STR violet" |

|  | Unknown BSicon "HST brown" | Unknown BSicon "fSTR" | Stop on track | Unknown BSicon "STR violet" |

|  | Unknown BSicon "HST brown" | Unknown BSicon "fSTR" | Stop on track | Unknown BSicon "STR violet" |

|  | Unknown BSicon "HST brown" | Unknown BSicon "fSTR" | Stop on track | Unknown BSicon "STR violet" |

|  | Unknown BSicon "HST brown" | Unknown BSicon "fSTR" | Stop on track | Unknown BSicon "STR violet" |

|  | Unknown BSicon "HST brown" | Unknown BSicon "fSTR" | Stop on track | Unknown BSicon "STR violet" |

|  | Unknown BSicon "STR brown" | Unknown BSicon "fHST" | Stop on track | Unknown BSicon "STR violet" |

| Unknown BSicon "KBHFa orange" | Unknown BSicon "STR brown" | Unknown BSicon "fSTR" | Stop on track | Unknown BSicon "STR violet" |

| Unknown BSicon "HST orange" | Unknown BSicon "STR brown" | Unknown BSicon "fSTR" | Stop on track | Unknown BSicon "STR violet" |

| Unknown BSicon "HST orange" | Unknown BSicon "STR brown" | Unknown BSicon "fSTR" | One way leftward | Unknown BSicon "ABZg+r" |

| Unknown BSicon "HST orange" | Unknown BSicon "STR brown" | Unknown BSicon "fSTR" |  | Station on track |

| Unknown BSicon "HST orange" | Unknown BSicon "STR brown" | Unknown BSicon "fSTR" | Unknown BSicon "STR+l violet" | Unknown BSicon "ABZgr" |

| Unknown BSicon "STR orange" | Unknown BSicon "STR brown" | Unknown BSicon "fHST" | Unknown BSicon "HST violet" | Straight track |

| Unknown BSicon "ABZg+l orange" | Unknown BSicon "STRr brown" | Unknown BSicon "fSTRl" | Unknown BSicon "ABZg+r" | Straight track |

| Unknown BSicon "BHF orange" |  |  | Unknown BSicon "BHF violet" | Straight track |

| Unknown BSicon "ABZgl orange" | Unknown BSicon "STR+r orange" | Unknown BSicon "STR+l violet" | Unknown BSicon "ABZgr violet" | Straight track |

| Unknown BSicon "STR brown" | Unknown BSicon "HST orange" | Unknown BSicon "HST violet" | Unknown BSicon "fSTR" | Straight track |

| Unknown BSicon "STR brown" | Unknown BSicon "HST orange" | Unknown BSicon "HST violet" | Unknown BSicon "fSTR" | Straight track |

| Unknown BSicon "STR brown" | Unknown BSicon "ABZg+l orange" | Unknown BSicon "STRr violet" | Unknown BSicon "fSTR" | Straight track |

| Unknown BSicon "STR brown" | Unknown BSicon "BHF orange" |  | Unknown BSicon "fSTR" | Stop on track |

| Unknown BSicon "STR brown" | Unknown BSicon "ABZgl orange" | Unknown BSicon "STR+r orange" | Unknown BSicon "ABZg+l" | One way rightward |

| Unknown BSicon "STR brown" | Unknown BSicon "STR violet" | Unknown BSicon "HST orange" | Station on track |  |

| Unknown BSicon "STR brown" | Unknown BSicon "STR violet" | Unknown BSicon "STR orange" | Unknown BSicon "ABZgl" | Unknown BSicon "fSTR+r" |

| Unknown BSicon "STR brown" | Unknown BSicon "STR violet" | Unknown BSicon "ABZg+l" | One way rightward | Unknown BSicon "fSTR" |

| Unknown BSicon "STR brown" | Unknown BSicon "STR violet" | Station on track |  | Unknown BSicon "fSTR" |

| Unknown BSicon "STR brown" | Unknown BSicon "STR violet" | Unknown BSicon "ABZgl" | Unknown BSicon "STR+r orange" | Unknown BSicon "fSTR" |

| Unknown BSicon "STR brown" | Unknown BSicon "HST violet" | Straight track | Unknown BSicon "HST orange" | Unknown BSicon "fSTR" |

| Unknown BSicon "STR brown" | Unknown BSicon "STR violet" | Straight track | Unknown BSicon "STRl orange" | Unknown BSicon "fABZg+r" |

| Unknown BSicon "STR brown" | Unknown BSicon "STR violet" | Straight track |  | Unknown BSicon "fBHF" |

| Unknown BSicon "STR brown" | Unknown BSicon "STR violet" | Straight track | Unknown BSicon "fSTR+l" | Unknown BSicon "fABZgr" |

| Unknown BSicon "STR brown" | Unknown BSicon "STRl violet" | Unknown BSicon "ABZg+r" | Unknown BSicon "fHST" | Unknown BSicon "HST orange" |

| Unknown BSicon "STR brown" |  | Unknown BSicon "ABZg+l" | Unknown BSicon "fSTRr" | Unknown BSicon "HST orange" |

| Unknown BSicon "STR brown" |  | Station on track |  | Unknown BSicon "HST orange" |

| Unknown BSicon "HST brown" |  | Unknown BSicon "ABZgl" | Unknown BSicon "STR+r" | Unknown BSicon "HST orange" |

| Unknown BSicon "STR brown" |  | Unknown BSicon "fHST" | Straight track | Unknown BSicon "HST orange" |

| Unknown BSicon "STR brown" |  | Unknown BSicon "fHST" | Straight track | Unknown BSicon "HST orange" |

| Unknown BSicon "STR brown" |  | Unknown BSicon "fHST" | Straight track | Unknown BSicon "HST orange" |

| Unknown BSicon "STRl brown" | Unknown BSicon "STRq brown" | Unknown BSicon "fABZg+r" | Straight track | Unknown BSicon "KBHFe orange" |

|  |  | Unknown BSicon "fBHF" | Stop on track |  |

|  | Unknown BSicon "fSTR+l" | Unknown BSicon "fABZgr" | Station on track |  |

|  | Unknown BSicon "fHST" | Unknown BSicon "STR brown" | Stop on track |  |

|  | Unknown BSicon "fHST" | Unknown BSicon "STR brown" | End station |  |

|  | Unknown BSicon "fHST" | Unknown BSicon "HST brown" |  |  |

|  | Unknown BSicon "fHST" | Unknown BSicon "BHF brown" |  |  |

|  | Unknown BSicon "fHST" | Unknown BSicon "HST brown" |  |  |

|  | Unknown BSicon "fHST" | Unknown BSicon "HST brown" |  |  |

|  | Unknown BSicon "fKBHFe" | Unknown BSicon "HST brown" |  |  |

|  |  | Unknown BSicon "HST brown" |

|  |  | Unknown BSicon "HST brown" |

|  |  | Unknown BSicon "KBHFe brown" |